# Lista di asteroidi (24001-25000)
Di seguito una lista di asteroidi dal numero 24001 al 25000 con data di scoperta e scopritore.

## 24001-24100
| Nome                | Designazione provvisoria | Data di scoperta  | Scopritore    |
| ------------------- | ------------------------ | ----------------- | ------------- |
| 24001 -             | 1999 RK34                | 10 settembre 1999 | K. Korlević   |
| 24002 -             | 1999 RR35                | 11 settembre 1999 | K. Korlević   |
| 24003 -             | 1999 RG36                | 12 settembre 1999 | K. Korlević   |
| 24004 -             | 1999 RQ57                | 7 settembre 1999  | LINEAR        |
| 24005 Eddieozawa    | 1999 RB59                | 7 settembre 1999  | LINEAR        |
| 24006 -             | 1999 RQ86                | 7 settembre 1999  | LINEAR        |
| 24007 -             | 1999 RE91                | 7 settembre 1999  | LINEAR        |
| 24008 -             | 1999 RF94                | 7 settembre 1999  | LINEAR        |
| 24009 -             | 1999 RX98                | 7 settembre 1999  | LINEAR        |
| 24010 Stovall       | 1999 RR104               | 8 settembre 1999  | LINEAR        |
| 24011 -             | 1999 RR109               | 8 settembre 1999  | LINEAR        |
| 24012 -             | 1999 RO111               | 9 settembre 1999  | LINEAR        |
| 24013 -             | 1999 RR113               | 9 settembre 1999  | LINEAR        |
| 24014 -             | 1999 RB118               | 9 settembre 1999  | LINEAR        |
| 24015 Pascalepinner | 1999 RK123               | 9 settembre 1999  | LINEAR        |
| 24016 -             | 1999 RK126               | 9 settembre 1999  | LINEAR        |
| 24017 -             | 1999 RN126               | 9 settembre 1999  | LINEAR        |
| 24018 -             | 1999 RU134               | 9 settembre 1999  | LINEAR        |
| 24019 Jeremygasper  | 1999 RX137               | 9 settembre 1999  | LINEAR        |
| 24020 -             | 1999 RV142               | 9 settembre 1999  | LINEAR        |
| 24021 Yocum         | 1999 RT143               | 9 settembre 1999  | LINEAR        |
| 24022 -             | 1999 RA144               | 9 settembre 1999  | LINEAR        |
| 24023 -             | 1999 RX147               | 9 settembre 1999  | LINEAR        |
| 24024 Lynnejohnson  | 1999 RY159               | 9 settembre 1999  | LINEAR        |
| 24025 Kimwallin     | 1999 RV164               | 9 settembre 1999  | LINEAR        |
| 24026 Pusateri      | 1999 RN175               | 9 settembre 1999  | LINEAR        |
| 24027 Downs         | 1999 RP176               | 9 settembre 1999  | LINEAR        |
| 24028 Veronicaduys  | 1999 RP182               | 9 settembre 1999  | LINEAR        |
| 24029 -             | 1999 RT198               | 10 settembre 1999 | LINEAR        |
| 24030 -             | 1999 RT206               | 8 settembre 1999  | LINEAR        |
| 24031 -             | 1999 RV207               | 8 settembre 1999  | LINEAR        |
| 24032 Aimeemcarthy  | 1999 RO212               | 8 settembre 1999  | LINEAR        |
| 24033 -             | 1999 RY238               | 8 settembre 1999  | CSS           |
| 24034 -             | 1999 SF2                 | 22 settembre 1999 | K. Korlević   |
| 24035 -             | 1999 SJ2                 | 22 settembre 1999 | K. Korlević   |
| 24036 -             | 1999 SP4                 | 29 settembre 1999 | K. Korlević   |
| 24037 -             | 1999 SB7                 | 29 settembre 1999 | LINEAR        |
| 24038 -             | 1999 SL8                 | 29 settembre 1999 | LINEAR        |
| 24039 -             | 1999 SS8                 | 29 settembre 1999 | LINEAR        |
| 24040 -             | 1999 ST8                 | 29 settembre 1999 | LINEAR        |
| 24041 -             | 1999 SO10                | 30 settembre 1999 | LINEAR        |
| 24042 -             | 1999 SY11                | 30 settembre 1999 | CSS           |
| 24043 -             | 1999 SD13                | 30 settembre 1999 | LINEAR        |
| 24044 Caballo       | 1999 SL17                | 30 settembre 1999 | LINEAR        |
| 24045 Unruh         | 1999 ST18                | 30 settembre 1999 | LINEAR        |
| 24046 Malovany      | 1999 TX3                 | 2 ottobre 1999    | L. Šarounová  |
| 24047 -             | 1999 TD6                 | 6 ottobre 1999    | Stroncone     |
| 24048 Pedroduque    | 1999 TL11                | 10 ottobre 1999   | J. Nomen      |
| 24049 -             | 1999 TZ18                | 15 ottobre 1999   | K. Korlević   |
| 24050 -             | 1999 TZ25                | 3 ottobre 1999    | LINEAR        |
| 24051 Hadinger      | 1999 TW28                | 4 ottobre 1999    | LINEAR        |
| 24052 Nguyen        | 1999 TC33                | 4 ottobre 1999    | LINEAR        |
| 24053 Shinichiro    | 1999 TS36                | 12 ottobre 1999   | LONEOS        |
| 24054 -             | 1999 TZ37                | 1 ottobre 1999    | CSS           |
| 24055 -             | 1999 TX71                | 9 ottobre 1999    | Spacewatch    |
| 24056 -             | 1999 TT73                | 10 ottobre 1999   | Spacewatch    |
| 24057 -             | 1999 TG76                | 10 ottobre 1999   | Spacewatch    |
| 24058 -             | 1999 TR89                | 2 ottobre 1999    | LINEAR        |
| 24059 Halverson     | 1999 TE94                | 2 ottobre 1999    | LINEAR        |
| 24060 Schimenti     | 1999 TQ100               | 2 ottobre 1999    | LINEAR        |
| 24061 -             | 1999 TS100               | 2 ottobre 1999    | LINEAR        |
| 24062 Hardister     | 1999 TF112               | 4 ottobre 1999    | LINEAR        |
| 24063 Nanwoodward   | 1999 TV116               | 4 ottobre 1999    | LINEAR        |
| 24064 -             | 1999 TK119               | 4 ottobre 1999    | LINEAR        |
| 24065 Barbfriedman  | 1999 TW120               | 4 ottobre 1999    | LINEAR        |
| 24066 Eriksorensen  | 1999 TE123               | 4 ottobre 1999    | LINEAR        |
| 24067 -             | 1999 TW152               | 7 ottobre 1999    | LINEAR        |
| 24068 Simonsen      | 1999 TR156               | 8 ottobre 1999    | LINEAR        |
| 24069 Barbarapener  | 1999 TY172               | 10 ottobre 1999   | LINEAR        |
| 24070 Toniwest      | 1999 TH173               | 10 ottobre 1999   | LINEAR        |
| 24071 -             | 1999 TS174               | 10 ottobre 1999   | LINEAR        |
| 24072 -             | 1999 TL192               | 12 ottobre 1999   | LINEAR        |
| 24073 -             | 1999 TB198               | 12 ottobre 1999   | LINEAR        |
| 24074 Thomasjohnson | 1999 TE198               | 12 ottobre 1999   | LINEAR        |
| 24075 -             | 1999 TY209               | 14 ottobre 1999   | LINEAR        |
| 24076 -             | 1999 TL223               | 2 ottobre 1999    | LINEAR        |
| 24077 -             | 1999 TD233               | 3 ottobre 1999    | LINEAR        |
| 24078 -             | 1999 TJ240               | 4 ottobre 1999    | CSS           |
| 24079 -             | 1999 TH246               | 8 ottobre 1999    | CSS           |
| 24080 -             | 1999 TU247               | 8 ottobre 1999    | CSS           |
| 24081 -             | 1999 TY247               | 8 ottobre 1999    | CSS           |
| 24082 -             | 1999 TD248               | 8 ottobre 1999    | CSS           |
| 24083 -             | 1999 TM283               | 9 ottobre 1999    | LINEAR        |
| 24084 Teresaswiger  | 1999 TG289               | 10 ottobre 1999   | LINEAR        |
| 24085 -             | 1999 TM291               | 10 ottobre 1999   | LINEAR        |
| 24086 -             | 1999 UT                  | 16 ottobre 1999   | K. Korlević   |
| 24087 Ciambetti     | 1999 UT3                 | 27 ottobre 1999   | L. Lai        |
| 24088 -             | 1999 UQ5                 | 29 ottobre 1999   | CSS           |
| 24089 -             | 1999 UW7                 | 29 ottobre 1999   | CSS           |
| 24090 -             | 1999 UY8                 | 29 ottobre 1999   | CSS           |
| 24091 -             | 1999 UC9                 | 29 ottobre 1999   | CSS           |
| 24092 -             | 1999 UU13                | 29 ottobre 1999   | CSS           |
| 24093 Tomoyamaguchi | 1999 UM38                | 29 ottobre 1999   | LONEOS        |
| 24094 -             | 1999 UN60                | 31 ottobre 1999   | LINEAR        |
| 24095 -             | 1999 VN                  | 2 novembre 1999   | T. Stafford   |
| 24096 -             | 1999 VQ2                 | 5 novembre 1999   | D. K. Chesney |
| 24097 -             | 1999 VB6                 | 5 novembre 1999   | T. Kobayashi  |
| 24098 -             | 1999 VC7                 | 7 novembre 1999   | K. Korlević   |
| 24099 -             | 1999 VF8                 | 8 novembre 1999   | K. Korlević   |
| 24100 -             | 1999 VH8                 | 8 novembre 1999   | K. Korlević   |

## 24101-24200
| Nome                  | Designazione provvisoria | Data di scoperta | Scopritore                           |
| --------------------- | ------------------------ | ---------------- | ------------------------------------ |
| 24101 Cassini         | 1999 VA9                 | 9 novembre 1999  | C. W. Juels                          |
| 24102 Jacquescassini  | 1999 VD9                 | 9 novembre 1999  | C. W. Juels                          |
| 24103 Dethury         | 1999 VS9                 | 9 novembre 1999  | C. W. Juels                          |
| 24104 Vinissac        | 1999 VZ9                 | 9 novembre 1999  | C. W. Juels                          |
| 24105 Broughton       | 1999 VE10                | 9 novembre 1999  | C. W. Juels                          |
| 24106 -               | 1999 VA12                | 10 novembre 1999 | C. W. Juels                          |
| 24107 -               | 1999 VS19                | 12 novembre 1999 | T. Stafford                          |
| 24108 -               | 1999 VL20                | 11 novembre 1999 | C. W. Juels                          |
| 24109 -               | 1999 VO20                | 11 novembre 1999 | C. W. Juels                          |
| 24110 -               | 1999 VP20                | 11 novembre 1999 | C. W. Juels                          |
| 24111 -               | 1999 VY22                | 13 novembre 1999 | D. K. Chesney                        |
| 24112 -               | 1999 VO23                | 14 novembre 1999 | C. W. Juels                          |
| 24113 -               | 1999 VQ23                | 14 novembre 1999 | C. W. Juels                          |
| 24114 -               | 1999 VV23                | 14 novembre 1999 | C. W. Juels                          |
| 24115 -               | 1999 VH24                | 15 novembre 1999 | C. W. Juels                          |
| 24116 -               | 1999 VK24                | 15 novembre 1999 | C. W. Juels                          |
| 24117 -               | 1999 VQ26                | 3 novembre 1999  | LINEAR                               |
| 24118 Babazadeh       | 1999 VX28                | 3 novembre 1999  | LINEAR                               |
| 24119 Katherinrose    | 1999 VB32                | 3 novembre 1999  | LINEAR                               |
| 24120 Jeremyblum      | 1999 VR33                | 3 novembre 1999  | LINEAR                               |
| 24121 Achandran       | 1999 VV33                | 3 novembre 1999  | LINEAR                               |
| 24122 -               | 1999 VW34                | 3 novembre 1999  | LINEAR                               |
| 24123 Timothychang    | 1999 VU35                | 3 novembre 1999  | LINEAR                               |
| 24124 Dozier          | 1999 VH36                | 3 novembre 1999  | LINEAR                               |
| 24125 Sapphozoe       | 1999 VS36                | 3 novembre 1999  | LINEAR                               |
| 24126 Gudjonson       | 1999 VC49                | 3 novembre 1999  | LINEAR                               |
| 24127 -               | 1999 VZ52                | 3 novembre 1999  | LINEAR                               |
| 24128 Hipsman         | 1999 VU53                | 4 novembre 1999  | LINEAR                               |
| 24129 Oliviahu        | 1999 VJ62                | 4 novembre 1999  | LINEAR                               |
| 24130 Alexhuang       | 1999 VW63                | 4 novembre 1999  | LINEAR                               |
| 24131 Jonathuggins    | 1999 VG65                | 4 novembre 1999  | LINEAR                               |
| 24132 -               | 1999 VS67                | 4 novembre 1999  | LINEAR                               |
| 24133 Chunkaikao      | 1999 VW67                | 4 novembre 1999  | LINEAR                               |
| 24134 Cliffordkim     | 1999 VD70                | 4 novembre 1999  | LINEAR                               |
| 24135 Lisann          | 1999 VA71                | 4 novembre 1999  | LINEAR                               |
| 24136 -               | 1999 VL72                | 14 novembre 1999 | Beijing Schmidt CCD Asteroid Program |
| 24137 -               | 1999 VP72                | 9 novembre 1999  | A. Vagnozzi                          |
| 24138 Benjaminlu      | 1999 VB81                | 4 novembre 1999  | LINEAR                               |
| 24139 Brianmcarthy    | 1999 VE89                | 4 novembre 1999  | LINEAR                               |
| 24140 Evanmirts       | 1999 VQ89                | 5 novembre 1999  | LINEAR                               |
| 24141 -               | 1999 VN113               | 4 novembre 1999  | CSS                                  |
| 24142 -               | 1999 VP114               | 9 novembre 1999  | CSS                                  |
| 24143 -               | 1999 VY124               | 10 novembre 1999 | LINEAR                               |
| 24144 Philipmocz      | 1999 VU137               | 12 novembre 1999 | LINEAR                               |
| 24145 -               | 1999 VD154               | 13 novembre 1999 | CSS                                  |
| 24146 Benjamueller    | 1999 VY158               | 14 novembre 1999 | LINEAR                               |
| 24147 Stefanmuller    | 1999 VH162               | 14 novembre 1999 | LINEAR                               |
| 24148 Mychajliw       | 1999 VM169               | 14 novembre 1999 | LINEAR                               |
| 24149 Raghavan        | 1999 VL173               | 15 novembre 1999 | LINEAR                               |
| 24150 -               | 1999 VN174               | 13 novembre 1999 | CSS                                  |
| 24151 -               | 1999 VR184               | 15 novembre 1999 | LINEAR                               |
| 24152 Ramasesh        | 1999 VR185               | 15 novembre 1999 | LINEAR                               |
| 24153 Davidalex       | 1999 VE188               | 15 novembre 1999 | LINEAR                               |
| 24154 Ayonsen         | 1999 VP188               | 15 novembre 1999 | LINEAR                               |
| 24155 Serganov        | 1999 VX188               | 15 novembre 1999 | LINEAR                               |
| 24156 Hamsasridhar    | 1999 VZ188               | 15 novembre 1999 | LINEAR                               |
| 24157 Toshiyanagisawa | 1999 VN192               | 1 novembre 1999  | LONEOS                               |
| 24158 Kokubo          | 1999 VV192               | 1 novembre 1999  | LONEOS                               |
| 24159 Shigetakahashi  | 1999 VY192               | 1 novembre 1999  | LONEOS                               |
| 24160 -               | 1999 VS207               | 9 novembre 1999  | Stroncone                            |
| 24161 -               | 1999 VU219               | 5 novembre 1999  | LINEAR                               |
| 24162 Askaci          | 1999 WD                  | 17 novembre 1999 | L. Robinson                          |
| 24163 -               | 1999 WT1                 | 25 novembre 1999 | K. Korlević                          |
| 24164 -               | 1999 WM3                 | 28 novembre 1999 | T. Kobayashi                         |
| 24165 -               | 1999 WQ3                 | 28 novembre 1999 | T. Kobayashi                         |
| 24166 -               | 1999 WW3                 | 28 novembre 1999 | T. Kobayashi                         |
| 24167 -               | 1999 WC4                 | 28 novembre 1999 | T. Kobayashi                         |
| 24168 Hexlein         | 1999 WH9                 | 29 novembre 1999 | Starkenburg                          |
| 24169 -               | 1999 WQ11                | 29 novembre 1999 | T. Urata                             |
| 24170 -               | 1999 WB13                | 29 novembre 1999 | P. Antonini                          |
| 24171 -               | 1999 XE1                 | 2 dicembre 1999  | T. Kobayashi                         |
| 24172 -               | 1999 XG1                 | 2 dicembre 1999  | T. Kobayashi                         |
| 24173 SLAS            | 1999 XS1                 | 3 dicembre 1999  | J. M. Roe                            |
| 24174 -               | 1999 XZ4                 | 4 dicembre 1999  | CSS                                  |
| 24175 -               | 1999 XD5                 | 4 dicembre 1999  | CSS                                  |
| 24176 -               | 1999 XP6                 | 4 dicembre 1999  | CSS                                  |
| 24177 -               | 1999 XJ7                 | 4 dicembre 1999  | C. W. Juels                          |
| 24178 -               | 1999 XL7                 | 4 dicembre 1999  | C. W. Juels                          |
| 24179 -               | 1999 XS7                 | 4 dicembre 1999  | C. W. Juels                          |
| 24180 -               | 1999 XH8                 | 3 dicembre 1999  | T. Kobayashi                         |
| 24181 -               | 1999 XN8                 | 2 dicembre 1999  | Uppsala-DLR Asteroid Survey          |
| 24182 -               | 1999 XP11                | 5 dicembre 1999  | CSS                                  |
| 24183 -               | 1999 XV11                | 6 dicembre 1999  | CSS                                  |
| 24184 -               | 1999 XS13                | 5 dicembre 1999  | LINEAR                               |
| 24185 -               | 1999 XM14                | 3 dicembre 1999  | Y. Shimizu, T. Urata                 |
| 24186 Shivanisud      | 1999 XL18                | 3 dicembre 1999  | LINEAR                               |
| 24187 -               | 1999 XO18                | 3 dicembre 1999  | LINEAR                               |
| 24188 Matthewage      | 1999 XS24                | 6 dicembre 1999  | LINEAR                               |
| 24189 Lewasserman     | 1999 XR25                | 6 dicembre 1999  | LINEAR                               |
| 24190 Xiaoyunyin      | 1999 XT28                | 6 dicembre 1999  | LINEAR                               |
| 24191 Qiaochuyuan     | 1999 XK30                | 6 dicembre 1999  | LINEAR                               |
| 24192 -               | 1999 XM30                | 6 dicembre 1999  | LINEAR                               |
| 24193 -               | 1999 XF32                | 6 dicembre 1999  | LINEAR                               |
| 24194 Paľuš           | 1999 XU35                | 8 dicembre 1999  | A. Galád, D. Kalmančok               |
| 24195 -               | 1999 XD36                | 6 dicembre 1999  | T. Kagawa                            |
| 24196 -               | 1999 XG37                | 7 dicembre 1999  | C. W. Juels                          |
| 24197 -               | 1999 XP37                | 7 dicembre 1999  | Črni Vrh                             |
| 24198 Xiaomengzeng    | 1999 XB39                | 6 dicembre 1999  | LINEAR                               |
| 24199 Tsarevsky       | 1999 XD39                | 6 dicembre 1999  | LINEAR                               |
| 24200 Peterbrooks     | 1999 XB40                | 6 dicembre 1999  | LINEAR                               |

## 24201-24300
| Nome                 | Designazione provvisoria | Data di scoperta | Scopritore      |
| -------------------- | ------------------------ | ---------------- | --------------- |
| 24201 Davidkeith     | 1999 XL40                | 7 dicembre 1999  | LINEAR          |
| 24202 -              | 1999 XR42                | 7 dicembre 1999  | LINEAR          |
| 24203 -              | 1999 XA46                | 7 dicembre 1999  | LINEAR          |
| 24204 Trinkle        | 1999 XZ46                | 7 dicembre 1999  | LINEAR          |
| 24205 -              | 1999 XC48                | 7 dicembre 1999  | LINEAR          |
| 24206 Mariealoia     | 1999 XH48                | 7 dicembre 1999  | LINEAR          |
| 24207 -              | 1999 XJ49                | 7 dicembre 1999  | LINEAR          |
| 24208 Stelguerrero   | 1999 XC51                | 7 dicembre 1999  | LINEAR          |
| 24209 -              | 1999 XM51                | 7 dicembre 1999  | LINEAR          |
| 24210 Handsberry     | 1999 XM52                | 7 dicembre 1999  | LINEAR          |
| 24211 Barbarawood    | 1999 XD53                | 7 dicembre 1999  | LINEAR          |
| (24212) 1999 XW59    | 1999 XW59                | 7 dicembre 1999  | LINEAR          |
| 24213 -              | 1999 XA61                | 7 dicembre 1999  | LINEAR          |
| 24214 Jonchristo     | 1999 XC67                | 7 dicembre 1999  | LINEAR          |
| 24215 Jongastel      | 1999 XN68                | 7 dicembre 1999  | LINEAR          |
| 24216 -              | 1999 XR68                | 7 dicembre 1999  | LINEAR          |
| 24217 Paulroeder     | 1999 XO70                | 7 dicembre 1999  | LINEAR          |
| 24218 Linfrederick   | 1999 XV70                | 7 dicembre 1999  | LINEAR          |
| 24219 Chrisodom      | 1999 XW71                | 7 dicembre 1999  | LINEAR          |
| 24220 -              | 1999 XJ72                | 7 dicembre 1999  | LINEAR          |
| 24221 -              | 1999 XT73                | 7 dicembre 1999  | LINEAR          |
| 24222 -              | 1999 XW74                | 7 dicembre 1999  | LINEAR          |
| 24223 -              | 1999 XR76                | 7 dicembre 1999  | LINEAR          |
| 24224 Matthewdavis   | 1999 XU76                | 7 dicembre 1999  | LINEAR          |
| (24225) 1999 XV80    | 1999 XV80                | 7 dicembre 1999  | LINEAR          |
| 24226 Sekhsaria      | 1999 XM81                | 7 dicembre 1999  | LINEAR          |
| 24227 -              | 1999 XU86                | 7 dicembre 1999  | LINEAR          |
| 24228 -              | 1999 XC87                | 7 dicembre 1999  | LINEAR          |
| 24229 -              | 1999 XC90                | 7 dicembre 1999  | LINEAR          |
| 24230 -              | 1999 XE90                | 7 dicembre 1999  | LINEAR          |
| 24231 -              | 1999 XN91                | 7 dicembre 1999  | LINEAR          |
| 24232 Lanthrum       | 1999 XA92                | 7 dicembre 1999  | LINEAR          |
| (24233) 1999 XD94    | 1999 XD94                | 7 dicembre 1999  | LINEAR          |
| 24234 -              | 1999 XA95                | 8 dicembre 1999  | LINEAR          |
| 24235 -              | 1999 XK95                | 7 dicembre 1999  | T. Kobayashi    |
| 24236 Danielberger   | 1999 XS96                | 7 dicembre 1999  | LINEAR          |
| 24237 -              | 1999 XL97                | 7 dicembre 1999  | LINEAR          |
| 24238 Adkerson       | 1999 XQ97                | 7 dicembre 1999  | LINEAR          |
| 24239 Paulinehiga    | 1999 XX97                | 7 dicembre 1999  | LINEAR          |
| 24240 Tinagal        | 1999 XV99                | 7 dicembre 1999  | LINEAR          |
| 24241 -              | 1999 XK100               | 7 dicembre 1999  | LINEAR          |
| 24242 -              | 1999 XY100               | 7 dicembre 1999  | LINEAR          |
| 24243 -              | 1999 XL101               | 7 dicembre 1999  | LINEAR          |
| (24244) 1999 XY101   | 1999 XY101               | 7 dicembre 1999  | LINEAR          |
| 24245 Ezratty        | 1999 XB102               | 7 dicembre 1999  | LINEAR          |
| 24246 -              | 1999 XC102               | 7 dicembre 1999  | LINEAR          |
| 24247 -              | 1999 XD105               | 9 dicembre 1999  | C. W. Juels     |
| 24248 -              | 1999 XU105               | 11 dicembre 1999 | T. Kobayashi    |
| 24249 Bobbiolson     | 1999 XC107               | 4 dicembre 1999  | CSS             |
| 24250 Luteolson      | 1999 XS109               | 4 dicembre 1999  | CSS             |
| 24251 -              | 1999 XL117               | 5 dicembre 1999  | CSS             |
| 24252 -              | 1999 XW117               | 5 dicembre 1999  | CSS             |
| 24253 -              | 1999 XX120               | 5 dicembre 1999  | CSS             |
| 24254 -              | 1999 XB122               | 7 dicembre 1999  | CSS             |
| 24255 -              | 1999 XR124               | 7 dicembre 1999  | CSS             |
| 24256 -              | 1999 XZ125               | 7 dicembre 1999  | CSS             |
| 24257 -              | 1999 XQ126               | 7 dicembre 1999  | CSS             |
| 24258 -              | 1999 XH127               | 9 dicembre 1999  | C. W. Juels     |
| 24259 Chriswalker    | 1999 XR127               | 12 dicembre 1999 | R. A. Tucker    |
| 24260 Kriváň         | 1999 XW127               | 13 dicembre 1999 | P. Kušnirák     |
| 24261 Judilegault    | 1999 XA130               | 12 dicembre 1999 | LINEAR          |
| 24262 -              | 1999 XG133               | 12 dicembre 1999 | LINEAR          |
| 24263 -              | 1999 XL133               | 12 dicembre 1999 | LINEAR          |
| 24264 -              | 1999 XL143               | 15 dicembre 1999 | C. W. Juels     |
| 24265 Banthonytwarog | 1999 XU143               | 13 dicembre 1999 | G. Hug, G. Bell |
| 24266 -              | 1999 XE144               | 13 dicembre 1999 | K. Korlević     |
| 24267 -              | 1999 XU144               | 6 dicembre 1999  | Spacewatch      |
| 24268 Charconley     | 1999 XN156               | 8 dicembre 1999  | LINEAR          |
| 24269 Kittappa       | 1999 XL157               | 8 dicembre 1999  | LINEAR          |
| 24270 Dougskinner    | 1999 XD158               | 8 dicembre 1999  | LINEAR          |
| 24271 -              | 1999 XR159               | 8 dicembre 1999  | LINEAR          |
| 24272 -              | 1999 XE165               | 8 dicembre 1999  | LINEAR          |
| 24273 -              | 1999 XO166               | 10 dicembre 1999 | LINEAR          |
| 24274 Alliswheeler   | 1999 XN167               | 10 dicembre 1999 | LINEAR          |
| (24275) 1999 XW167   | 1999 XW167               | 10 dicembre 1999 | LINEAR          |
| 24276 -              | 1999 XO169               | 10 dicembre 1999 | LINEAR          |
| 24277 Schoch         | 1999 XQ169               | 10 dicembre 1999 | LINEAR          |
| 24278 Davidgreen     | 1999 XZ170               | 10 dicembre 1999 | LINEAR          |
| (24279) 1999 XR171   | 1999 XR171               | 10 dicembre 1999 | LINEAR          |
| 24280 Rohenderson    | 1999 XE172               | 10 dicembre 1999 | LINEAR          |
| 24281 -              | 1999 XT174               | 10 dicembre 1999 | LINEAR          |
| 24282 -              | 1999 XB179               | 10 dicembre 1999 | LINEAR          |
| 24283 -              | 1999 XE179               | 10 dicembre 1999 | LINEAR          |
| 24284 -              | 1999 XJ183               | 12 dicembre 1999 | LINEAR          |
| 24285 -              | 1999 XC188               | 12 dicembre 1999 | LINEAR          |
| 24286 -              | 1999 XU188               | 12 dicembre 1999 | LINEAR          |
| 24287 -              | 1999 XC189               | 12 dicembre 1999 | LINEAR          |
| 24288 -              | 1999 XR189               | 12 dicembre 1999 | LINEAR          |
| 24289 Anthonypalma   | 1999 XO190               | 12 dicembre 1999 | LINEAR          |
| 24290 -              | 1999 XS190               | 12 dicembre 1999 | LINEAR          |
| 24291 -              | 1999 XJ191               | 12 dicembre 1999 | LINEAR          |
| 24292 Susanragan     | 1999 XV191               | 12 dicembre 1999 | LINEAR          |
| 24293 -              | 1999 XW191               | 12 dicembre 1999 | LINEAR          |
| 24294 -              | 1999 XE193               | 12 dicembre 1999 | LINEAR          |
| 24295 -              | 1999 XX200               | 12 dicembre 1999 | LINEAR          |
| 24296 Marychristie   | 1999 XW212               | 14 dicembre 1999 | LINEAR          |
| 24297 Jonbach        | 1999 XZ213               | 14 dicembre 1999 | LINEAR          |
| 24298 -              | 1999 XC221               | 14 dicembre 1999 | LINEAR          |
| 24299 -              | 1999 XE221               | 14 dicembre 1999 | LINEAR          |
| 24300 -              | 1999 XX223               | 13 dicembre 1999 | Spacewatch      |

## 24301-24400
| Nome                 | Designazione provvisoria | Data di scoperta | Scopritore             |
| -------------------- | ------------------------ | ---------------- | ---------------------- |
| 24301 Gural          | 1999 XZ233               | 4 dicembre 1999  | LONEOS                 |
| 24302 -              | 1999 XP242               | 13 dicembre 1999 | LINEAR                 |
| 24303 Michaelrice    | 1999 YY                  | 16 dicembre 1999 | C. W. Juels            |
| 24304 Lynnrice       | 1999 YZ                  | 16 dicembre 1999 | C. W. Juels            |
| 24305 Darrellparnell | 1999 YG4                 | 26 dicembre 1999 | G. Hug, G. Bell        |
| 24306 -              | 1999 YE5                 | 27 dicembre 1999 | Y. Ikari               |
| 24307 -              | 1999 YB7                 | 30 dicembre 1999 | LINEAR                 |
| 24308 Cowenco        | 1999 YC9                 | 29 dicembre 1999 | G. Hug, G. Bell        |
| 24309 -              | 1999 YF9                 | 31 dicembre 1999 | K. Korlević            |
| 24310 -              | 1999 YT9                 | 31 dicembre 1999 | T. Kobayashi           |
| 24311 -              | 1999 YS15                | 31 dicembre 1999 | Spacewatch             |
| 24312 -              | 1999 YO22                | 31 dicembre 1999 | LONEOS                 |
| 24313 -              | 1999 YR27                | 30 dicembre 1999 | LINEAR                 |
| 24314 -              | 2000 AQ2                 | 3 gennaio 2000   | T. Kobayashi           |
| 24315 -              | 2000 AV4                 | 4 gennaio 2000   | J. M. Roe              |
| 24316 Anncooper      | 2000 AQ11                | 3 gennaio 2000   | LINEAR                 |
| 24317 Pukarhamal     | 2000 AL12                | 3 gennaio 2000   | LINEAR                 |
| 24318 Vivianlee      | 2000 AE14                | 3 gennaio 2000   | LINEAR                 |
| 24319 -              | 2000 AY15                | 3 gennaio 2000   | LINEAR                 |
| 24320 -              | 2000 AS17                | 3 gennaio 2000   | LINEAR                 |
| 24321 -              | 2000 AO23                | 3 gennaio 2000   | LINEAR                 |
| 24322 -              | 2000 AM43                | 4 gennaio 2000   | Črni Vrh               |
| 24323 -              | 2000 AW49                | 5 gennaio 2000   | P. Pravec, P. Kušnirák |
| 24324 -              | 2000 AT51                | 4 gennaio 2000   | LINEAR                 |
| 24325 Kaleighanne    | 2000 AB52                | 4 gennaio 2000   | LINEAR                 |
| 24326 -              | 2000 AS53                | 4 gennaio 2000   | LINEAR                 |
| 24327 -              | 2000 AB54                | 4 gennaio 2000   | LINEAR                 |
| 24328 Thomasburr     | 2000 AF54                | 4 gennaio 2000   | LINEAR                 |
| 24329 -              | 2000 AR56                | 4 gennaio 2000   | LINEAR                 |
| 24330 -              | 2000 AC66                | 4 gennaio 2000   | LINEAR                 |
| 24331 Alyshaowen     | 2000 AL68                | 5 gennaio 2000   | LINEAR                 |
| 24332 Shaunalinn     | 2000 AK69                | 5 gennaio 2000   | LINEAR                 |
| 24333 Petermassey    | 2000 AA70                | 5 gennaio 2000   | LINEAR                 |
| 24334 Conard         | 2000 AL71                | 5 gennaio 2000   | LINEAR                 |
| 24335 -              | 2000 AG76                | 5 gennaio 2000   | LINEAR                 |
| 24336 -              | 2000 AD77                | 5 gennaio 2000   | LINEAR                 |
| 24337 Johannessen    | 2000 AF77                | 5 gennaio 2000   | LINEAR                 |
| 24338 -              | 2000 AE80                | 5 gennaio 2000   | LINEAR                 |
| 24339 -              | 2000 AK84                | 5 gennaio 2000   | LINEAR                 |
| 24340 -              | 2000 AP84                | 5 gennaio 2000   | LINEAR                 |
| 24341 -              | 2000 AJ87                | 5 gennaio 2000   | LINEAR                 |
| 24342 -              | 2000 AV87                | 5 gennaio 2000   | LINEAR                 |
| 24343 -              | 2000 AS88                | 5 gennaio 2000   | LINEAR                 |
| 24344 Brianbarnett   | 2000 AB99                | 5 gennaio 2000   | LINEAR                 |
| 24345 Llaverias      | 2000 AU99                | 5 gennaio 2000   | LINEAR                 |
| 24346 Lehienphan     | 2000 AK100               | 5 gennaio 2000   | LINEAR                 |
| 24347 Arthurkuan     | 2000 AF102               | 5 gennaio 2000   | LINEAR                 |
| 24348 -              | 2000 AO102               | 5 gennaio 2000   | LINEAR                 |
| 24349 -              | 2000 AA103               | 5 gennaio 2000   | LINEAR                 |
| 24350 -              | 2000 AJ103               | 5 gennaio 2000   | LINEAR                 |
| 24351 Fionawood      | 2000 AD104               | 5 gennaio 2000   | LINEAR                 |
| 24352 Kapilrama      | 2000 AE104               | 5 gennaio 2000   | LINEAR                 |
| 24353 Patrickhsu     | 2000 AG104               | 5 gennaio 2000   | LINEAR                 |
| 24354 Caz            | 2000 AA105               | 5 gennaio 2000   | LINEAR                 |
| 24355 -              | 2000 AJ111               | 5 gennaio 2000   | LINEAR                 |
| 24356 -              | 2000 AO114               | 5 gennaio 2000   | LINEAR                 |
| 24357 -              | 2000 AC115               | 5 gennaio 2000   | LINEAR                 |
| 24358 -              | 2000 AV117               | 5 gennaio 2000   | LINEAR                 |
| 24359 -              | 2000 AS118               | 5 gennaio 2000   | LINEAR                 |
| 24360 -              | 2000 AG120               | 5 gennaio 2000   | LINEAR                 |
| 24361 -              | 2000 AK120               | 5 gennaio 2000   | LINEAR                 |
| 24362 -              | 2000 AR120               | 5 gennaio 2000   | LINEAR                 |
| 24363 -              | 2000 AH121               | 5 gennaio 2000   | LINEAR                 |
| 24364 -              | 2000 AK121               | 5 gennaio 2000   | LINEAR                 |
| 24365 -              | 2000 AE124               | 5 gennaio 2000   | LINEAR                 |
| 24366 -              | 2000 AY124               | 5 gennaio 2000   | LINEAR                 |
| 24367 -              | 2000 AC126               | 5 gennaio 2000   | LINEAR                 |
| 24368 -              | 2000 AQ127               | 5 gennaio 2000   | LINEAR                 |
| 24369 Evanichols     | 2000 AE132               | 3 gennaio 2000   | LINEAR                 |
| 24370 Marywang       | 2000 AX139               | 5 gennaio 2000   | LINEAR                 |
| 24371 -              | 2000 AC140               | 5 gennaio 2000   | LINEAR                 |
| 24372 Timobauman     | 2000 AG140               | 5 gennaio 2000   | LINEAR                 |
| 24373 -              | 2000 AN143               | 5 gennaio 2000   | LINEAR                 |
| 24374 -              | 2000 AV143               | 5 gennaio 2000   | LINEAR                 |
| 24375 -              | 2000 AU144               | 5 gennaio 2000   | LINEAR                 |
| 24376 Ramesh         | 2000 AB152               | 8 gennaio 2000   | LINEAR                 |
| 24377 -              | 2000 AO154               | 2 gennaio 2000   | LINEAR                 |
| 24378 Katelyngibbs   | 2000 AZ154               | 3 gennaio 2000   | LINEAR                 |
| 24379 -              | 2000 AW158               | 3 gennaio 2000   | LINEAR                 |
| 24380 Dorippe        | 2000 AA160               | 3 gennaio 2000   | LINEAR                 |
| 24381 -              | 2000 AA166               | 8 gennaio 2000   | LINEAR                 |
| 24382 -              | 2000 AG169               | 7 gennaio 2000   | LINEAR                 |
| 24383 -              | 2000 AC170               | 7 gennaio 2000   | LINEAR                 |
| 24384 -              | 2000 AR171               | 7 gennaio 2000   | LINEAR                 |
| 24385 Katcagen       | 2000 AM172               | 7 gennaio 2000   | LINEAR                 |
| 24386 McLindon       | 2000 AV172               | 7 gennaio 2000   | LINEAR                 |
| 24387 Trettel        | 2000 AB174               | 7 gennaio 2000   | LINEAR                 |
| 24388 -              | 2000 AB175               | 7 gennaio 2000   | LINEAR                 |
| 24389 -              | 2000 AA177               | 7 gennaio 2000   | LINEAR                 |
| (24390) 2000 AD177   | 2000 AD177               | 7 gennaio 2000   | LINEAR                 |
| 24391 -              | 2000 AU178               | 7 gennaio 2000   | LINEAR                 |
| 24392 -              | 2000 AD179               | 7 gennaio 2000   | LINEAR                 |
| 24393 -              | 2000 AG183               | 7 gennaio 2000   | LINEAR                 |
| 24394 -              | 2000 AD186               | 8 gennaio 2000   | LINEAR                 |
| 24395 -              | 2000 AR186               | 8 gennaio 2000   | LINEAR                 |
| 24396 -              | 2000 AS186               | 8 gennaio 2000   | LINEAR                 |
| 24397 Parkerowan     | 2000 AT186               | 8 gennaio 2000   | LINEAR                 |
| 24398 -              | 2000 AZ187               | 8 gennaio 2000   | LINEAR                 |
| 24399 -              | 2000 AB188               | 8 gennaio 2000   | LINEAR                 |
| 24400 -              | 2000 AF192               | 8 gennaio 2000   | LINEAR                 |

## 24401-24500
| Nome                  | Designazione provvisoria | Data di scoperta  | Scopritore                           |
| --------------------- | ------------------------ | ----------------- | ------------------------------------ |
| 24401 -               | 2000 AS192               | 8 gennaio 2000    | LINEAR                               |
| 24402 -               | 2000 AT192               | 8 gennaio 2000    | LINEAR                               |
| 24403 -               | 2000 AX193               | 8 gennaio 2000    | LINEAR                               |
| 24404 -               | 2000 AB194               | 8 gennaio 2000    | LINEAR                               |
| 24405 -               | 2000 AT197               | 8 gennaio 2000    | LINEAR                               |
| 24406 -               | 2000 AR199               | 9 gennaio 2000    | LINEAR                               |
| 24407 -               | 2000 AJ200               | 9 gennaio 2000    | LINEAR                               |
| 24408 -               | 2000 AH214               | 6 gennaio 2000    | Spacewatch                           |
| 24409 Caninquinn      | 2000 AH235               | 5 gennaio 2000    | LINEAR                               |
| 24410 Juliewalker     | 2000 AZ236               | 5 gennaio 2000    | LINEAR                               |
| 24411 Janches         | 2000 AU240               | 7 gennaio 2000    | LONEOS                               |
| 24412 Ericpalmer      | 2000 AM243               | 7 gennaio 2000    | LONEOS                               |
| 24413 Britneyschmidt  | 2000 AN243               | 7 gennaio 2000    | LONEOS                               |
| 24414 Anzhenhosp      | 2000 AJ246               | 13 gennaio 2000   | Beijing Schmidt CCD Asteroid Program |
| 24415 -               | 2000 AA251               | 3 gennaio 2000    | LINEAR                               |
| 24416 -               | 2000 BF2                 | 25 gennaio 2000   | K. Korlević                          |
| 24417 -               | 2000 BK5                 | 27 gennaio 2000   | LINEAR                               |
| 24418 -               | 2000 BA7                 | 27 gennaio 2000   | LINEAR                               |
| 24419 -               | 2000 BE16                | 29 gennaio 2000   | LINEAR                               |
| 24420 Thasos          | 2000 BU22                | 29 gennaio 2000   | Spacewatch                           |
| 24421 Djorgovski      | 2000 BQ33                | 30 gennaio 2000   | CSS                                  |
| 24422 Helentressa     | 2000 CF3                 | 2 febbraio 2000   | LINEAR                               |
| 24423 -               | 2000 CR3                 | 2 febbraio 2000   | LINEAR                               |
| 24424 -               | 2000 CS5                 | 2 febbraio 2000   | LINEAR                               |
| 24425 -               | 2000 CW6                 | 2 febbraio 2000   | LINEAR                               |
| 24426 Belova          | 2000 CR12                | 2 febbraio 2000   | LINEAR                               |
| 24427 -               | 2000 CN21                | 2 febbraio 2000   | LINEAR                               |
| 24428 -               | 2000 CZ26                | 2 febbraio 2000   | LINEAR                               |
| 24429 -               | 2000 CV27                | 2 febbraio 2000   | LINEAR                               |
| 24430 -               | 2000 CN35                | 2 febbraio 2000   | LINEAR                               |
| 24431 -               | 2000 CR45                | 2 febbraio 2000   | LINEAR                               |
| 24432 Elizamcnitt     | 2000 CT48                | 2 febbraio 2000   | LINEAR                               |
| 24433 -               | 2000 CF83                | 4 febbraio 2000   | LINEAR                               |
| 24434 Josephhoscheidt | 2000 CY112               | 7 febbraio 2000   | CSS                                  |
| 24435 -               | 2000 DN                  | 23 febbraio 2000  | K. Korlević                          |
| 24436 -               | 2000 ES56                | 8 marzo 2000      | LINEAR                               |
| 24437 -               | 2000 EW93                | 9 marzo 2000      | LINEAR                               |
| 24438 Michaeloy       | 2000 EV94                | 9 marzo 2000      | LINEAR                               |
| 24439 Yanney          | 2000 EM144               | 3 marzo 2000      | CSS                                  |
| 24440 -               | 2000 FB1                 | 26 marzo 2000     | LINEAR                               |
| 24441 Jopek           | 2000 FM29                | 27 marzo 2000     | LONEOS                               |
| 24442 -               | 2000 GM122               | 10 aprile 2000    | NEAT                                 |
| 24443 -               | 2000 OG                  | 21 luglio 2000    | LINEAR                               |
| 24444 -               | 2000 OP32                | 30 luglio 2000    | LINEAR                               |
| 24445 -               | 2000 PM8                 | 2 agosto 2000     | C. Veillet                           |
| 24446 -               | 2000 PR25                | 4 agosto 2000     | LINEAR                               |
| 24447 -               | 2000 QY1                 | 24 agosto 2000    | LINEAR                               |
| 24448 -               | 2000 QE42                | 24 agosto 2000    | LINEAR                               |
| 24449 -               | 2000 QL63                | 28 agosto 2000    | LINEAR                               |
| 24450 Victorchang     | 2000 QC69                | 29 agosto 2000    | J. Broughton                         |
| 24451 Molion          | 2000 QS104               | 28 agosto 2000    | LINEAR                               |
| 24452 -               | 2000 QU167               | 31 agosto 2000    | LINEAR                               |
| 24453 -               | 2000 QG173               | 31 agosto 2000    | LINEAR                               |
| 24454 -               | 2000 QF198               | 29 agosto 2000    | LINEAR                               |
| 24455 Kaňuchová       | 2000 QF222               | 21 agosto 2000    | LONEOS                               |
| 24456 -               | 2000 RO25                | 1 settembre 2000  | LINEAR                               |
| 24457 -               | 2000 RX76                | 6 settembre 2000  | LINEAR                               |
| 24458 -               | 2000 RP100               | 5 settembre 2000  | LONEOS                               |
| 24459 -               | 2000 RF103               | 5 settembre 2000  | LONEOS                               |
| 24460 -               | 2000 RF105               | 7 settembre 2000  | LINEAR                               |
| 24461 -               | 2000 SZ3                 | 20 settembre 2000 | LINEAR                               |
| 24462 -               | 2000 SS107               | 24 settembre 2000 | LINEAR                               |
| 24463 -               | 2000 SO123               | 24 settembre 2000 | LINEAR                               |
| 24464 Williamkalb     | 2000 SX124               | 24 settembre 2000 | LINEAR                               |
| 24465 -               | 2000 SX155               | 24 settembre 2000 | LINEAR                               |
| 24466 -               | 2000 SC156               | 24 settembre 2000 | LINEAR                               |
| 24467 -               | 2000 SS165               | 23 settembre 2000 | LINEAR                               |
| 24468 -               | 2000 SY221               | 26 settembre 2000 | LINEAR                               |
| 24469 -               | 2000 SN287               | 26 settembre 2000 | LINEAR                               |
| 24470 -               | 2000 SJ310               | 26 settembre 2000 | LINEAR                               |
| 24471 -               | 2000 SH313               | 27 settembre 2000 | LINEAR                               |
| 24472 -               | 2000 SY317               | 30 settembre 2000 | LINEAR                               |
| 24473 -               | 2000 UK98                | 25 ottobre 2000   | LINEAR                               |
| 24474 Ananthram       | 2000 VE2                 | 1 novembre 2000   | LINEAR                               |
| 24475 -               | 2000 VN2                 | 1 novembre 2000   | LINEAR                               |
| 24476 -               | 2000 WE68                | 29 novembre 2000  | C. W. Juels                          |
| 24477 -               | 2000 WH87                | 20 novembre 2000  | LINEAR                               |
| 24478 -               | 2000 WC145               | 21 novembre 2000  | LINEAR                               |
| 24479 -               | 2000 WU157               | 30 novembre 2000  | LINEAR                               |
| 24480 Glavin          | 2000 WA191               | 19 novembre 2000  | LONEOS                               |
| 24481 -               | 2000 XO9                 | 1 dicembre 2000   | LINEAR                               |
| 24482 -               | 2000 XV49                | 4 dicembre 2000   | LINEAR                               |
| 24483 -               | 2000 XK50                | 4 dicembre 2000   | LINEAR                               |
| 24484 Chester         | 2000 YV49                | 30 dicembre 2000  | LINEAR                               |
| 24485 -               | 2000 YL102               | 28 dicembre 2000  | LINEAR                               |
| 24486 -               | 2000 YR102               | 28 dicembre 2000  | LINEAR                               |
| 24487 -               | 2000 YT105               | 28 dicembre 2000  | LINEAR                               |
| 24488 Eliebochner     | 2000 YY111               | 30 dicembre 2000  | LINEAR                               |
| 24489 -               | 2000 YC117               | 30 dicembre 2000  | LINEAR                               |
| 24490 -               | 2000 YK122               | 28 dicembre 2000  | LINEAR                               |
| 24491 -               | 2000 YT123               | 28 dicembre 2000  | LINEAR                               |
| 24492 Nathanmonroe    | 2000 YQ131               | 30 dicembre 2000  | LINEAR                               |
| 24493 McCommon        | 2000 YT131               | 30 dicembre 2000  | LINEAR                               |
| 24494 Megmoulding     | 2000 YH132               | 30 dicembre 2000  | LINEAR                               |
| 24495 Degroff         | 2001 AV1                 | 2 gennaio 2001    | LONEOS                               |
| 24496 -               | 2001 AV17                | 2 gennaio 2001    | LINEAR                               |
| 24497 -               | 2001 AE18                | 2 gennaio 2001    | LINEAR                               |
| 24498 -               | 2001 AC25                | 4 gennaio 2001    | LINEAR                               |
| 24499 -               | 2001 AL30                | 4 gennaio 2001    | LINEAR                               |
| 24500 -               | 2001 AX33                | 4 gennaio 2001    | LINEAR                               |

## 24501-24600
| Nome               | Designazione provvisoria | Data di scoperta  | Scopritore                                             |
| ------------------ | ------------------------ | ----------------- | ------------------------------------------------------ |
| (24501) 2001 AN37  | 2001 AN37                | 5 gennaio 2001    | LINEAR                                                 |
| 24502 -            | 2001 AT38                | 1 gennaio 2001    | Spacewatch                                             |
| 24503 Kero         | 2001 AJ42                | 3 gennaio 2001    | LONEOS                                                 |
| 24504 -            | 2001 AD45                | 15 gennaio 2001   | T. Kobayashi                                           |
| (24505) 2001 BZ    | 2001 BZ                  | 17 gennaio 2001   | T. Kobayashi                                           |
| (24506) 2001 BS15  | 2001 BS15                | 21 gennaio 2001   | T. Kobayashi                                           |
| 24507 -            | 2001 BH18                | 19 gennaio 2001   | LINEAR                                                 |
| 24508 -            | 2001 BL26                | 20 gennaio 2001   | LINEAR                                                 |
| 24509 Joycechai    | 2001 BT27                | 20 gennaio 2001   | LINEAR                                                 |
| 24510 -            | 2001 BY31                | 20 gennaio 2001   | LINEAR                                                 |
| 24511 -            | 2001 BM33                | 20 gennaio 2001   | LINEAR                                                 |
| 24512 -            | 2001 BK35                | 20 gennaio 2001   | LINEAR                                                 |
| 24513 -            | 2001 BL35                | 20 gennaio 2001   | LINEAR                                                 |
| 24514 -            | 2001 BB58                | 21 gennaio 2001   | LINEAR                                                 |
| 24515 -            | 2001 BN58                | 21 gennaio 2001   | LINEAR                                                 |
| 24516 -            | 2001 BB66                | 26 gennaio 2001   | LINEAR                                                 |
| 24517 Omattage     | 2001 BN71                | 29 gennaio 2001   | LINEAR                                                 |
| 24518 -            | 2001 BR76                | 26 gennaio 2001   | Spacewatch                                             |
| 24519 -            | 2001 CH                  | 1 febbraio 2001   | K. Korlević                                            |
| 24520 Abramson     | 2001 CW1                 | 1 febbraio 2001   | LINEAR                                                 |
| 24521 -            | 2001 CZ1                 | 1 febbraio 2001   | LINEAR                                                 |
| 24522 -            | 2001 CO2                 | 1 febbraio 2001   | LINEAR                                                 |
| 24523 Sanaraoof    | 2001 CV3                 | 1 febbraio 2001   | LINEAR                                                 |
| 24524 Kevinhawkins | 2001 CY3                 | 1 febbraio 2001   | LINEAR                                                 |
| 24525 -            | 2001 CS4                 | 1 febbraio 2001   | LINEAR                                                 |
| 24526 Desai        | 2001 CA5                 | 1 febbraio 2001   | LINEAR                                                 |
| 24527 -            | 2001 CA6                 | 1 febbraio 2001   | LINEAR                                                 |
| 24528 -            | 2001 CP11                | 1 febbraio 2001   | LINEAR                                                 |
| 24529 Urbach       | 2001 CW17                | 2 febbraio 2001   | LINEAR                                                 |
| 24530 -            | 2001 CP18                | 2 febbraio 2001   | LINEAR                                                 |
| 24531 -            | 2001 CE21                | 2 febbraio 2001   | LINEAR                                                 |
| 24532 Csabakiss    | 2001 CY21                | 1 febbraio 2001   | LONEOS                                                 |
| 24533 Kokhirova    | 2001 CR27                | 2 febbraio 2001   | LONEOS                                                 |
| 24534 -            | 2001 CX27                | 2 febbraio 2001   | LONEOS                                                 |
| 24535 Neslušan     | 2001 CA28                | 2 febbraio 2001   | LONEOS                                                 |
| 24536 -            | 2001 CN33                | 13 febbraio 2001  | LINEAR                                                 |
| 24537 -            | 2001 CB35                | 13 febbraio 2001  | LINEAR                                                 |
| 24538 Charliexie   | 2001 DM5                 | 16 febbraio 2001  | LINEAR                                                 |
| 24539 -            | 2001 DP5                 | 16 febbraio 2001  | LINEAR                                                 |
| 24540 -            | 2001 DJ16                | 16 febbraio 2001  | LINEAR                                                 |
| 24541 Hangzou      | 2001 DO16                | 16 febbraio 2001  | LINEAR                                                 |
| 24542 -            | 2001 DD17                | 16 febbraio 2001  | LINEAR                                                 |
| 24543 -            | 2001 DH19                | 16 febbraio 2001  | LINEAR                                                 |
| 24544 -            | 2001 DT19                | 16 febbraio 2001  | LINEAR                                                 |
| 24545 -            | 2001 DP25                | 17 febbraio 2001  | LINEAR                                                 |
| 24546 Darnell      | 2001 DE35                | 19 febbraio 2001  | LINEAR                                                 |
| 24547 Stauber      | 2001 DV36                | 19 febbraio 2001  | LINEAR                                                 |
| 24548 Katieeverett | 2001 DW42                | 19 febbraio 2001  | LINEAR                                                 |
| 24549 Jaredgoodman | 2001 DB69                | 19 febbraio 2001  | LINEAR                                                 |
| 24550 -            | 2001 DM71                | 19 febbraio 2001  | LINEAR                                                 |
| 24551 -            | 2048 P-L                 | 24 settembre 1960 | C. J. van Houten, I. van Houten-Groeneveld, T. Gehrels |
| 24552 -            | 2226 P-L                 | 24 settembre 1960 | C. J. van Houten, I. van Houten-Groeneveld, T. Gehrels |
| 24553 -            | 2590 P-L                 | 24 settembre 1960 | C. J. van Houten, I. van Houten-Groeneveld, T. Gehrels |
| 24554 -            | 2608 P-L                 | 24 settembre 1960 | C. J. van Houten, I. van Houten-Groeneveld, T. Gehrels |
| 24555 -            | 2839 P-L                 | 24 settembre 1960 | C. J. van Houten, I. van Houten-Groeneveld, T. Gehrels |
| 24556 -            | 3514 P-L                 | 17 ottobre 1960   | C. J. van Houten, I. van Houten-Groeneveld, T. Gehrels |
| 24557 -            | 3521 P-L                 | 17 ottobre 1960   | C. J. van Houten, I. van Houten-Groeneveld, T. Gehrels |
| 24558 -            | 4037 P-L                 | 24 settembre 1960 | C. J. van Houten, I. van Houten-Groeneveld, T. Gehrels |
| 24559 -            | 4148 P-L                 | 24 settembre 1960 | C. J. van Houten, I. van Houten-Groeneveld, T. Gehrels |
| 24560 -            | 4517 P-L                 | 24 settembre 1960 | C. J. van Houten, I. van Houten-Groeneveld, T. Gehrels |
| 24561 -            | 4646 P-L                 | 24 settembre 1960 | C. J. van Houten, I. van Houten-Groeneveld, T. Gehrels |
| 24562 -            | 4647 P-L                 | 24 settembre 1960 | C. J. van Houten, I. van Houten-Groeneveld, T. Gehrels |
| 24563 -            | 4858 P-L                 | 24 settembre 1960 | C. J. van Houten, I. van Houten-Groeneveld, T. Gehrels |
| 24564 -            | 6056 P-L                 | 24 settembre 1960 | C. J. van Houten, I. van Houten-Groeneveld, T. Gehrels |
| 24565 -            | 6577 P-L                 | 24 settembre 1960 | C. J. van Houten, I. van Houten-Groeneveld, T. Gehrels |
| 24566 -            | 6777 P-L                 | 24 settembre 1960 | C. J. van Houten, I. van Houten-Groeneveld, T. Gehrels |
| 24567 -            | 6790 P-L                 | 24 settembre 1960 | C. J. van Houten, I. van Houten-Groeneveld, T. Gehrels |
| 24568 -            | 6794 P-L                 | 24 settembre 1960 | C. J. van Houten, I. van Houten-Groeneveld, T. Gehrels |
| 24569 -            | 9609 P-L                 | 24 settembre 1960 | C. J. van Houten, I. van Houten-Groeneveld, T. Gehrels |
| 24570 -            | 2153 T-1                 | 25 marzo 1971     | C. J. van Houten, I. van Houten-Groeneveld, T. Gehrels |
| 24571 -            | 2179 T-1                 | 25 marzo 1971     | C. J. van Houten, I. van Houten-Groeneveld, T. Gehrels |
| 24572 -            | 2221 T-1                 | 25 marzo 1971     | C. J. van Houten, I. van Houten-Groeneveld, T. Gehrels |
| 24573 -            | 2237 T-1                 | 25 marzo 1971     | C. J. van Houten, I. van Houten-Groeneveld, T. Gehrels |
| 24574 -            | 3312 T-1                 | 26 marzo 1971     | C. J. van Houten, I. van Houten-Groeneveld, T. Gehrels |
| 24575 -            | 3314 T-1                 | 26 marzo 1971     | C. J. van Houten, I. van Houten-Groeneveld, T. Gehrels |
| 24576 -            | 4406 T-1                 | 26 marzo 1971     | C. J. van Houten, I. van Houten-Groeneveld, T. Gehrels |
| 24577 -            | 4841 T-1                 | 13 maggio 1971    | C. J. van Houten, I. van Houten-Groeneveld, T. Gehrels |
| 24578 -            | 1036 T-2                 | 29 settembre 1973 | C. J. van Houten, I. van Houten-Groeneveld, T. Gehrels |
| 24579 -            | 1320 T-2                 | 29 settembre 1973 | C. J. van Houten, I. van Houten-Groeneveld, T. Gehrels |
| 24580 -            | 1414 T-2                 | 30 settembre 1973 | C. J. van Houten, I. van Houten-Groeneveld, T. Gehrels |
| 24581 -            | 1474 T-2                 | 30 settembre 1973 | C. J. van Houten, I. van Houten-Groeneveld, T. Gehrels |
| 24582 -            | 2085 T-2                 | 29 settembre 1973 | C. J. van Houten, I. van Houten-Groeneveld, T. Gehrels |
| 24583 -            | 2197 T-2                 | 29 settembre 1973 | C. J. van Houten, I. van Houten-Groeneveld, T. Gehrels |
| 24584 -            | 3256 T-2                 | 30 settembre 1973 | C. J. van Houten, I. van Houten-Groeneveld, T. Gehrels |
| 24585 -            | 4201 T-2                 | 29 settembre 1973 | C. J. van Houten, I. van Houten-Groeneveld, T. Gehrels |
| 24586 -            | 4230 T-2                 | 29 settembre 1973 | C. J. van Houten, I. van Houten-Groeneveld, T. Gehrels |
| 24587 Kapaneus     | 4613 T-2                 | 30 settembre 1973 | C. J. van Houten, I. van Houten-Groeneveld, T. Gehrels |
| 24588 -            | 4733 T-2                 | 30 settembre 1973 | C. J. van Houten, I. van Houten-Groeneveld, T. Gehrels |
| 24589 -            | 5128 T-2                 | 25 settembre 1973 | C. J. van Houten, I. van Houten-Groeneveld, T. Gehrels |
| 24590 -            | 1156 T-3                 | 17 ottobre 1977   | C. J. van Houten, I. van Houten-Groeneveld, T. Gehrels |
| 24591 -            | 2139 T-3                 | 16 ottobre 1977   | C. J. van Houten, I. van Houten-Groeneveld, T. Gehrels |
| 24592 -            | 3039 T-3                 | 16 ottobre 1977   | C. J. van Houten, I. van Houten-Groeneveld, T. Gehrels |
| 24593 -            | 3041 T-3                 | 16 ottobre 1977   | C. J. van Houten, I. van Houten-Groeneveld, T. Gehrels |
| 24594 -            | 3138 T-3                 | 16 ottobre 1977   | C. J. van Houten, I. van Houten-Groeneveld, T. Gehrels |
| 24595 -            | 3230 T-3                 | 16 ottobre 1977   | C. J. van Houten, I. van Houten-Groeneveld, T. Gehrels |
| 24596 -            | 3574 T-3                 | 12 ottobre 1977   | C. J. van Houten, I. van Houten-Groeneveld, T. Gehrels |
| 24597 -            | 4292 T-3                 | 16 ottobre 1977   | C. J. van Houten, I. van Houten-Groeneveld, T. Gehrels |
| 24598 -            | 4366 T-3                 | 16 ottobre 1977   | C. J. van Houten, I. van Houten-Groeneveld, T. Gehrels |
| 24599 -            | 5099 T-3                 | 16 ottobre 1977   | C. J. van Houten, I. van Houten-Groeneveld, T. Gehrels |
| 24600 -            | 1971 UQ                  | 26 ottobre 1971   | L. Kohoutek                                            |

## 24601-24700
| Nome                 | Designazione provvisoria | Data di scoperta  | Scopritore                                             |
| -------------------- | ------------------------ | ----------------- | ------------------------------------------------------ |
| 24601 Valjean        | 1971 UW                  | 26 ottobre 1971   | L. Kohoutek                                            |
| 24602 Mozzhorin      | 1972 TE                  | 3 ottobre 1972    | L. V. Zhuravleva                                       |
| 24603 Mekistheus     | 1973 SQ                  | 24 settembre 1973 | C. J. van Houten, I. van Houten-Groeneveld, T. Gehrels |
| 24604 Vasilermakov   | 1973 SP4                 | 27 settembre 1973 | L. I. Chernykh                                         |
| 24605 Tsykalyuk      | 1975 VZ8                 | 8 novembre 1975   | N. S. Chernykh                                         |
| 24606 -              | 1976 QK2                 | 20 agosto 1976    | Félix Aguilar Observatory                              |
| 24607 Sevnatu        | 1977 PC1                 | 14 agosto 1977    | N. S. Chernykh                                         |
| 24608 Alexveselkov   | 1977 SL                  | 18 settembre 1977 | N. S. Chernykh                                         |
| 24609 Evgenij        | 1978 RA2                 | 7 settembre 1978  | T. M. Smirnova                                         |
| 24610 -              | 1978 RA10                | 2 settembre 1978  | C.-I. Lagerkvist                                       |
| 24611 Svetochka      | 1978 SH3                 | 26 settembre 1978 | L. V. Zhuravleva                                       |
| 24612 -              | 1978 UE6                 | 27 ottobre 1978   | C. M. Olmstead                                         |
| 24613 -              | 1978 VL3                 | 7 novembre 1978   | E. F. Helin, S. J. Bus                                 |
| 24614 -              | 1978 VY3                 | 7 novembre 1978   | E. F. Helin, S. J. Bus                                 |
| 24615 -              | 1978 VO5                 | 7 novembre 1978   | E. F. Helin, S. J. Bus                                 |
| 24616 -              | 1978 VC9                 | 7 novembre 1978   | E. F. Helin, S. J. Bus                                 |
| 24617 -              | 1978 WU                  | 29 novembre 1978  | S. J. Bus, C. T. Kowal                                 |
| 24618 -              | 1978 XD1                 | 6 dicembre 1978   | E. Bowell, A. Warnock                                  |
| 24619 Danielarsham   | 1979 DA                  | 26 febbraio 1979  | A. Mrkos                                               |
| 24620 -              | 1979 MO2                 | 25 giugno 1979    | E. F. Helin, S. J. Bus                                 |
| 24621 -              | 1979 MS4                 | 25 giugno 1979    | E. F. Helin, S. J. Bus                                 |
| 24622 -              | 1979 MU5                 | 25 giugno 1979    | E. F. Helin, S. J. Bus                                 |
| 24623 -              | 1979 MD8                 | 25 giugno 1979    | E. F. Helin, S. J. Bus                                 |
| 24624 -              | 1980 FH4                 | 16 marzo 1980     | C.-I. Lagerkvist                                       |
| 24625 -              | 1980 PC3                 | 8 agosto 1980     | Royal Observatory Edinburgh                            |
| 24626 Astrowizard    | 1980 TS3                 | 9 ottobre 1980    | C. S. Shoemaker, E. M. Shoemaker                       |
| 24627 -              | 1981 DT3                 | 28 febbraio 1981  | S. J. Bus                                              |
| 24628 -              | 1981 EG3                 | 2 marzo 1981      | S. J. Bus                                              |
| 24629 -              | 1981 EA4                 | 2 marzo 1981      | S. J. Bus                                              |
| 24630 -              | 1981 EZ9                 | 1 marzo 1981      | S. J. Bus                                              |
| 24631 -              | 1981 EB21                | 2 marzo 1981      | S. J. Bus                                              |
| 24632 -              | 1981 ER24                | 2 marzo 1981      | S. J. Bus                                              |
| 24633 -              | 1981 EP25                | 2 marzo 1981      | S. J. Bus                                              |
| 24634 -              | 1981 EX29                | 2 marzo 1981      | S. J. Bus                                              |
| 24635 -              | 1981 EN42                | 2 marzo 1981      | S. J. Bus                                              |
| 24636 -              | 1981 QM2                 | 27 agosto 1981    | H. Debehogne                                           |
| 24637 Ol'gusha       | 1981 RW4                 | 8 settembre 1981  | L. V. Zhuravleva                                       |
| 24638 -              | 1981 UC23                | 24 ottobre 1981   | S. J. Bus                                              |
| 24639 Mukhametdinov  | 1982 US6                 | 20 ottobre 1982   | L. G. Karachkina                                       |
| 24640 Omiwa          | 1982 XW1                 | 13 dicembre 1982  | H. Kosai, K. Hurukawa                                  |
| 24641 Enver          | 1983 RS4                 | 1 settembre 1983  | L. G. Karachkina                                       |
| 24642 -              | 1984 SA                  | 22 settembre 1984 | Copenhagen Observatory                                 |
| 24643 MacCready      | 1984 SS                  | 28 settembre 1984 | C. S. Shoemaker, E. M. Shoemaker                       |
| 24644 -              | 1985 DA                  | 24 febbraio 1985  | E. F. Helin                                            |
| 24645 Šegon          | 1985 PF                  | 14 agosto 1985    | E. Bowell                                              |
| 24646 Stober         | 1985 PG                  | 14 agosto 1985    | E. Bowell                                              |
| 24647 Maksimachev    | 1985 QL5                 | 23 agosto 1985    | N. S. Chernykh                                         |
| 24648 Evpatoria      | 1985 SG2                 | 19 settembre 1985 | N. S. Chernykh, L. I. Chernykh                         |
| 24649 Balaklava      | 1985 SG3                 | 19 settembre 1985 | N. S. Chernykh, L. I. Chernykh                         |
| 24650 -              | 1986 QM                  | 25 agosto 1986    | H. Debehogne                                           |
| 24651 -              | 1986 QU                  | 26 agosto 1986    | H. Debehogne                                           |
| 24652 -              | 1986 QY1                 | 28 agosto 1986    | H. Debehogne                                           |
| 24653 -              | 1986 RS5                 | 3 settembre 1986  | Bulgarian National Observatory                         |
| 24654 Fossett        | 1987 KL                  | 29 maggio 1987    | C. S. Shoemaker, E. M. Shoemaker                       |
| 24655 -              | 1987 QH                  | 25 agosto 1987    | S. Singer-Brewster                                     |
| 24656 -              | 1987 QT7                 | 29 agosto 1987    | E. W. Elst                                             |
| 24657 -              | 1987 SP11                | 17 settembre 1987 | H. Debehogne                                           |
| 24658 Misch          | 1987 UX                  | 18 ottobre 1987   | J. Mueller                                             |
| 24659 -              | 1988 AD5                 | 14 gennaio 1988   | H. Debehogne                                           |
| 24660 -              | 1988 BH5                 | 28 gennaio 1988   | R. H. McNaught                                         |
| 24661 -              | 1988 GQ                  | 12 aprile 1988    | A. Mrkos                                               |
| 24662 Gryll          | 1988 GS                  | 14 aprile 1988    | A. Mrkos                                               |
| 24663 Philae         | 1988 PV1                 | 12 agosto 1988    | E. W. Elst                                             |
| 24664 -              | 1988 RB1                 | 8 settembre 1988  | P. Jensen                                              |
| 24665 Tolerantia     | 1988 RN3                 | 8 settembre 1988  | F. Börngen                                             |
| 24666 Miesvanrohe    | 1988 RZ3                 | 8 settembre 1988  | F. Börngen                                             |
| 24667 -              | 1988 RF4                 | 1 settembre 1988  | H. Debehogne                                           |
| 24668 -              | 1988 TV                  | 13 ottobre 1988   | S. Ueda, H. Kaneda                                     |
| 24669 -              | 1988 VV                  | 2 novembre 1988   | S. Ueda, H. Kaneda                                     |
| 24670 -              | 1988 VA5                 | 14 novembre 1988  | S. Ueda, H. Kaneda                                     |
| 24671 Frankmartin    | 1989 AD7                 | 10 gennaio 1989   | F. Börngen                                             |
| 24672 -              | 1989 OJ                  | 27 luglio 1989    | R. H. McNaught                                         |
| 24673 Ohsugitadao    | 1989 SB1                 | 28 settembre 1989 | K. Endate, K. Watanabe                                 |
| 24674 -              | 1989 SZ4                 | 26 settembre 1989 | E. W. Elst                                             |
| 24675 -              | 1989 TZ                  | 2 ottobre 1989    | E. F. Helin                                            |
| 24676 -              | 1989 TA4                 | 7 ottobre 1989    | E. W. Elst                                             |
| 24677 -              | 1989 TH7                 | 7 ottobre 1989    | E. W. Elst                                             |
| 24678 -              | 1989 TR11                | 2 ottobre 1989    | S. J. Bus                                              |
| 24679 Van Rensbergen | 1989 VR1                 | 3 novembre 1989   | E. W. Elst                                             |
| 24680 Alleven        | 1989 YE4                 | 30 dicembre 1989  | R. H. McNaught                                         |
| 24681 Granados       | 1989 YE6                 | 29 dicembre 1989  | E. W. Elst                                             |
| 24682 -              | 1990 BH                  | 22 gennaio 1990   | E. F. Helin                                            |
| 24683 -              | 1990 DV3                 | 26 febbraio 1990  | H. Debehogne                                           |
| 24684 -              | 1990 EU4                 | 2 marzo 1990      | E. W. Elst                                             |
| 24685 -              | 1990 FQ                  | 23 marzo 1990     | E. F. Helin                                            |
| 24686 -              | 1990 GN                  | 15 aprile 1990    | E. W. Elst                                             |
| 24687 -              | 1990 HW                  | 26 aprile 1990    | E. F. Helin                                            |
| 24688 -              | 1990 KE1                 | 20 maggio 1990    | R. H. McNaught                                         |
| 24689 -              | 1990 OH1                 | 20 luglio 1990    | J. Michaud                                             |
| 24690 -              | 1990 QX5                 | 29 agosto 1990    | H. E. Holt                                             |
| 24691 -              | 1990 RH3                 | 14 settembre 1990 | H. E. Holt                                             |
| 24692 -              | 1990 RO7                 | 13 settembre 1990 | H. Debehogne                                           |
| 24693 -              | 1990 SB2                 | 23 settembre 1990 | B. Roman                                               |
| 24694 -              | 1990 SZ2                 | 18 settembre 1990 | H. E. Holt                                             |
| 24695 Štyrský        | 1990 ST4                 | 16 settembre 1990 | A. Mrkos                                               |
| 24696 -              | 1990 SC8                 | 22 settembre 1990 | E. W. Elst                                             |
| 24697 Rastrelli      | 1990 SK28                | 24 settembre 1990 | G. R. Kastel', L. V. Zhuravleva                        |
| 24698 -              | 1990 TU4                 | 9 ottobre 1990    | R. H. McNaught                                         |
| 24699 Schwekendiek   | 1990 TJ7                 | 13 ottobre 1990   | F. Börngen, L. D. Schmadel                             |
| 24700 -              | 1990 VN5                 | 15 novembre 1990  | E. W. Elst                                             |

## 24701-24800
| Nome                | Designazione provvisoria | Data di scoperta  | Scopritore                       |
| ------------------- | ------------------------ | ----------------- | -------------------------------- |
| 24701 Elyu-Ene      | 1990 VY5                 | 15 novembre 1990  | E. W. Elst                       |
| 24702 -             | 1991 OR                  | 18 luglio 1991    | H. E. Holt                       |
| 24703 -             | 1991 PA                  | 3 agosto 1991     | S. Otomo                         |
| 24704 -             | 1991 PM4                 | 3 agosto 1991     | E. W. Elst                       |
| 24705 -             | 1991 PV4                 | 3 agosto 1991     | E. W. Elst                       |
| 24706 -             | 1991 PA5                 | 3 agosto 1991     | E. W. Elst                       |
| 24707 -             | 1991 PL5                 | 3 agosto 1991     | E. W. Elst                       |
| 24708 -             | 1991 PX5                 | 6 agosto 1991     | E. W. Elst                       |
| 24709 Mitau         | 1991 PE6                 | 6 agosto 1991     | E. W. Elst                       |
| 24710 -             | 1991 PX14                | 6 agosto 1991     | H. E. Holt                       |
| 24711 Chamisso      | 1991 PN17                | 6 agosto 1991     | F. Börngen                       |
| 24712 Boltzmann     | 1991 RP3                 | 12 settembre 1991 | F. Börngen, L. D. Schmadel       |
| 24713 Ekrutt        | 1991 RE4                 | 12 settembre 1991 | F. Börngen, L. D. Schmadel       |
| 24714 -             | 1991 RT9                 | 10 settembre 1991 | H. E. Holt                       |
| 24715 -             | 1991 RZ15                | 15 settembre 1991 | H. E. Holt                       |
| 24716 -             | 1991 RB19                | 14 settembre 1991 | H. E. Holt                       |
| 24717 -             | 1991 SA                  | 16 settembre 1991 | S. Otomo                         |
| 24718 -             | 1991 SW                  | 30 settembre 1991 | R. H. McNaught                   |
| 24719 -             | 1991 SE1                 | 30 settembre 1991 | R. H. McNaught                   |
| 24720 -             | 1991 SV1                 | 16 settembre 1991 | H. E. Holt                       |
| 24721 -             | 1991 TJ                  | 1 ottobre 1991    | R. H. McNaught                   |
| 24722 -             | 1991 TK                  | 1 ottobre 1991    | R. H. McNaught                   |
| 24723 -             | 1991 TW8                 | 1 ottobre 1991    | Spacewatch                       |
| 24724 -             | 1991 UN                  | 18 ottobre 1991   | S. Ueda, H. Kaneda               |
| 24725 -             | 1991 UD3                 | 31 ottobre 1991   | S. Ueda, H. Kaneda               |
| 24726 Nagatatetsuya | 1991 VY                  | 2 novembre 1991   | A. Takahashi, K. Watanabe        |
| 24727 -             | 1991 VD1                 | 4 novembre 1991   | S. Ueda, H. Kaneda               |
| 24728 Scagell       | 1991 VO2                 | 11 novembre 1991  | B. G. W. Manning                 |
| 24729 -             | 1991 VE3                 | 13 novembre 1991  | S. Otomo                         |
| 24730 -             | 1991 VM5                 | 5 novembre 1991   | S. Otomo                         |
| 24731 -             | 1991 VN9                 | 4 novembre 1991   | Spacewatch                       |
| 24732 Leonardcohen  | 1992 CL2                 | 2 febbraio 1992   | E. W. Elst                       |
| 24733 -             | 1992 DM9                 | 29 febbraio 1992  | UESAC                            |
| 24734 Kareness      | 1992 EA1                 | 10 marzo 1992     | D. I. Steel                      |
| 24735 -             | 1992 EU6                 | 1 marzo 1992      | UESAC                            |
| 24736 -             | 1992 EV8                 | 2 marzo 1992      | UESAC                            |
| 24737 -             | 1992 ED14                | 2 marzo 1992      | UESAC                            |
| 24738 -             | 1992 EK14                | 2 marzo 1992      | UESAC                            |
| 24739 -             | 1992 EB15                | 1 marzo 1992      | UESAC                            |
| 24740 -             | 1992 EW16                | 1 marzo 1992      | UESAC                            |
| 24741 -             | 1992 EW17                | 3 marzo 1992      | UESAC                            |
| 24742 -             | 1992 GN2                 | 4 aprile 1992     | E. W. Elst                       |
| 24743 -             | 1992 NF                  | 2 luglio 1992     | E. F. Helin                      |
| 24744 -             | 1992 OD5                 | 26 luglio 1992    | E. W. Elst                       |
| 24745 -             | 1992 QY                  | 29 agosto 1992    | E. F. Helin                      |
| 24746 -             | 1992 RH3                 | 2 settembre 1992  | E. W. Elst                       |
| 24747 -             | 1992 RG5                 | 2 settembre 1992  | E. W. Elst                       |
| 24748 Nernst        | 1992 ST13                | 26 settembre 1992 | F. Börngen, L. D. Schmadel       |
| 24749 Grebel        | 1992 SM17                | 24 settembre 1992 | F. Börngen, L. D. Schmadel       |
| 24750 Ohm           | 1992 SR17                | 24 settembre 1992 | F. Börngen, L. D. Schmadel       |
| 24751 Kroemer       | 1992 SS24                | 21 settembre 1992 | F. Börngen                       |
| 24752 -             | 1992 UN                  | 19 ottobre 1992   | S. Ueda, H. Kaneda               |
| 24753 Fujikake      | 1992 UU5                 | 28 ottobre 1992   | K. Endate, K. Watanabe           |
| 24754 Zellyfry      | 1992 UE6                 | 31 ottobre 1992   | T. Hioki, S. Hayakawa            |
| 24755 -             | 1992 UQ6                 | 28 ottobre 1992   | S. Ueda, H. Kaneda               |
| 24756 -             | 1992 VF                  | 2 novembre 1992   | F. Uto                           |
| 24757 Kusano        | 1992 VN                  | 1 novembre 1992   | M. Yanai, K. Watanabe            |
| 24758 -             | 1992 WZ                  | 17 novembre 1992  | A. Sugie                         |
| 24759 -             | 1992 WQ1                 | 18 novembre 1992  | T. Hioki, S. Hayakawa            |
| 24760 -             | 1992 YY1                 | 18 dicembre 1992  | E. W. Elst                       |
| 24761 Ahau          | 1993 BW2                 | 28 gennaio 1993   | C. S. Shoemaker, E. M. Shoemaker |
| 24762 -             | 1993 DE1                 | 25 febbraio 1993  | T. Kobayashi                     |
| 24763 -             | 1993 DV2                 | 20 febbraio 1993  | E. W. Elst                       |
| 24764 -             | 1993 DX2                 | 20 febbraio 1993  | E. W. Elst                       |
| 24765 -             | 1993 FE8                 | 17 marzo 1993     | UESAC                            |
| 24766 -             | 1993 FW9                 | 17 marzo 1993     | UESAC                            |
| 24767 -             | 1993 FE12                | 17 marzo 1993     | UESAC                            |
| 24768 -             | 1993 FC13                | 17 marzo 1993     | UESAC                            |
| 24769 -             | 1993 FN24                | 21 marzo 1993     | UESAC                            |
| 24770 -             | 1993 FG28                | 21 marzo 1993     | UESAC                            |
| 24771 -             | 1993 FA32                | 19 marzo 1993     | UESAC                            |
| 24772 -             | 1993 FL33                | 19 marzo 1993     | UESAC                            |
| 24773 -             | 1993 FQ35                | 19 marzo 1993     | UESAC                            |
| 24774 -             | 1993 FE38                | 19 marzo 1993     | UESAC                            |
| 24775 -             | 1993 FT42                | 19 marzo 1993     | UESAC                            |
| 24776 -             | 1993 FR43                | 19 marzo 1993     | UESAC                            |
| 24777 -             | 1993 JY                  | 14 maggio 1993    | E. W. Elst                       |
| 24778 Nemsu         | 1993 KW1                 | 24 maggio 1993    | C. S. Shoemaker, D. H. Levy      |
| 24779 Presque Isle  | 1993 OD2                 | 23 luglio 1993    | C. S. Shoemaker, D. H. Levy      |
| 24780 -             | 1993 QA1                 | 19 agosto 1993    | E. F. Helin                      |
| 24781 -             | 1993 RU3                 | 12 settembre 1993 | PCAS                             |
| 24782 -             | 1993 SO7                 | 17 settembre 1993 | E. W. Elst                       |
| 24783 -             | 1993 SQ13                | 16 settembre 1993 | H. Debehogne, E. W. Elst         |
| 24784 -             | 1993 TV12                | 13 ottobre 1993   | H. E. Holt                       |
| 24785 -             | 1993 TM22                | 9 ottobre 1993    | E. W. Elst                       |
| 24786 -             | 1993 TM24                | 9 ottobre 1993    | E. W. Elst                       |
| 24787 -             | 1993 TJ27                | 9 ottobre 1993    | E. W. Elst                       |
| 24788 -             | 1993 TL28                | 9 ottobre 1993    | E. W. Elst                       |
| 24789 -             | 1993 TZ29                | 9 ottobre 1993    | E. W. Elst                       |
| 24790 -             | 1993 TM31                | 9 ottobre 1993    | E. W. Elst                       |
| 24791 -             | 1993 TK37                | 9 ottobre 1993    | E. W. Elst                       |
| 24792 -             | 1993 TB46                | 10 ottobre 1993   | H. Debehogne                     |
| 24793 -             | 1993 UT                  | 22 ottobre 1993   | T. Urata                         |
| 24794 Kurland       | 1993 UB7                 | 20 ottobre 1993   | E. W. Elst                       |
| 24795 -             | 1994 AC17                | 5 gennaio 1994    | S. Ueda, H. Kaneda               |
| 24796 -             | 1994 CD18                | 8 febbraio 1994   | E. W. Elst                       |
| 24797 -             | 1994 PD2                 | 9 agosto 1994     | PCAS                             |
| 24798 -             | 1994 PF2                 | 9 agosto 1994     | PCAS                             |
| 24799 -             | 1994 PW3                 | 10 agosto 1994    | E. W. Elst                       |
| 24800 -             | 1994 PC13                | 10 agosto 1994    | E. W. Elst                       |

## 24801-24900
| Nome                   | Designazione provvisoria | Data di scoperta  | Scopritore                           |
| ---------------------- | ------------------------ | ----------------- | ------------------------------------ |
| 24801 -                | 1994 PQ15                | 10 agosto 1994    | E. W. Elst                           |
| 24802 -                | 1994 PC16                | 10 agosto 1994    | E. W. Elst                           |
| 24803 -                | 1994 PP18                | 12 agosto 1994    | E. W. Elst                           |
| 24804 -                | 1994 PS31                | 12 agosto 1994    | E. W. Elst                           |
| 24805 -                | 1994 RL1                 | 4 settembre 1994  | T. Kobayashi                         |
| 24806 -                | 1994 RH9                 | 12 settembre 1994 | Spacewatch                           |
| 24807 -                | 1994 SS8                 | 28 settembre 1994 | Spacewatch                           |
| 24808 Iwanaguchi       | 1994 TN1                 | 2 ottobre 1994    | K. Endate, K. Watanabe               |
| 24809 -                | 1994 TW3                 | 8 ottobre 1994    | E. F. Helin                          |
| 24810 -                | 1994 UE8                 | 28 ottobre 1994   | Spacewatch                           |
| 24811 -                | 1994 VB                  | 1 novembre 1994   | T. Kobayashi                         |
| 24812 -                | 1994 VH                  | 1 novembre 1994   | T. Kobayashi                         |
| 24813 -                | 1994 VL1                 | 4 novembre 1994   | T. Kobayashi                         |
| 24814 -                | 1994 VW1                 | 10 novembre 1994  | G. J. Garradd                        |
| 24815 -                | 1994 VQ6                 | 7 novembre 1994   | S. Ueda, H. Kaneda                   |
| 24816 Einagahideo      | 1994 VU6                 | 1 novembre 1994   | K. Endate, K. Watanabe               |
| 24817 -                | 1994 WJ                  | 25 novembre 1994  | T. Kobayashi                         |
| 24818 Menichelli       | 1994 WX                  | 23 novembre 1994  | L. Tesi, A. Boattini                 |
| 24819 -                | 1994 XY4                 | 6 dicembre 1994   | R. H. McNaught                       |
| 24820 -                | 1994 YK1                 | 31 dicembre 1994  | T. Kobayashi                         |
| 24821 -                | 1995 BJ11                | 29 gennaio 1995   | Spacewatch                           |
| 24822 -                | 1995 BW11                | 29 gennaio 1995   | Spacewatch                           |
| 24823 -                | 1995 DC10                | 25 febbraio 1995  | Spacewatch                           |
| 24824 -                | 1995 GL7                 | 4 aprile 1995     | Beijing Schmidt CCD Asteroid Program |
| 24825 Ebeshireiko      | 1995 QB2                 | 21 agosto 1995    | K. Endate, K. Watanabe               |
| 24826 Pascoli          | 1995 QN2                 | 22 agosto 1995    | V. S. Casulli                        |
| 24827 Maryphil         | 1995 RA                  | 2 settembre 1995  | T. B. Spahr                          |
| 24828 -                | 1995 SE1                 | 20 settembre 1995 | S. P. Laurie                         |
| 24829 Berounurbi       | 1995 SH1                 | 22 settembre 1995 | L. Šarounová                         |
| 24830 Kawanotomoyoshi  | 1995 ST3                 | 20 settembre 1995 | K. Endate, K. Watanabe               |
| 24831 -                | 1995 SX4                 | 21 settembre 1995 | S. Ueda, H. Kaneda                   |
| 24832 -                | 1995 SU5                 | 25 settembre 1995 | Beijing Schmidt CCD Asteroid Program |
| 24833 -                | 1995 SM21                | 19 settembre 1995 | Spacewatch                           |
| 24834 -                | 1995 SY30                | 20 settembre 1995 | Spacewatch                           |
| 24835 -                | 1995 SM55                | 19 settembre 1995 | N. Danzl                             |
| 24836 -                | 1995 TO1                 | 14 ottobre 1995   | Beijing Schmidt CCD Asteroid Program |
| 24837 Mšecké Žehrovice | 1995 UQ1                 | 22 ottobre 1995   | M. Tichý                             |
| 24838 Abilunon         | 1995 UJ2                 | 23 ottobre 1995   | M. Tichý                             |
| 24839 -                | 1995 UE4                 | 20 ottobre 1995   | T. Kobayashi                         |
| 24840 -                | 1995 UN8                 | 27 ottobre 1995   | T. Kobayashi                         |
| 24841 Imatani          | 1995 UY8                 | 30 ottobre 1995   | K. Endate, K. Watanabe               |
| 24842 -                | 1995 UQ46                | 20 ottobre 1995   | E. W. Elst                           |
| 24843 -                | 1995 VZ                  | 15 novembre 1995  | T. Kobayashi                         |
| 24844 Hwanginjoon      | 1995 VM1                 | 15 novembre 1995  | K. Endate, K. Watanabe               |
| 24845 -                | 1995 VP17                | 15 novembre 1995  | Spacewatch                           |
| 24846 -                | 1995 WM                  | 16 novembre 1995  | T. Kobayashi                         |
| 24847 Polesný          | 1995 WE6                 | 26 novembre 1995  | Kleť                                 |
| 24848 -                | 1995 WO41                | 28 novembre 1995  | Spacewatch                           |
| 24849 -                | 1995 WQ41                | 16 novembre 1995  | S. Ueda, H. Kaneda                   |
| 24850 Biagiomarin      | 1995 XA                  | 1 dicembre 1995   | Farra d'Isonzo                       |
| 24851 -                | 1995 XE                  | 2 dicembre 1995   | T. Kobayashi                         |
| 24852 -                | 1995 XX4                 | 14 dicembre 1995  | Spacewatch                           |
| 24853 -                | 1995 YJ                  | 17 dicembre 1995  | T. Kobayashi                         |
| 24854 -                | 1995 YU                  | 19 dicembre 1995  | T. Kobayashi                         |
| 24855 -                | 1995 YM4                 | 22 dicembre 1995  | Y. Shimizu, T. Urata                 |
| 24856 Messidoro        | 1996 AA4                 | 15 gennaio 1996   | U. Munari, M. Tombelli               |
| 24857 Sperello         | 1996 AH4                 | 15 gennaio 1996   | U. Munari, M. Tombelli               |
| 24858 Diethelm         | 1996 BB1                 | 21 gennaio 1996   | M. Wolf, P. Pravec                   |
| 24859 -                | 1996 BP11                | 24 gennaio 1996   | Spacewatch                           |
| 24860 -                | 1996 CK1                 | 11 febbraio 1996  | T. Kobayashi                         |
| 24861 -                | 1996 DE1                 | 22 febbraio 1996  | A. Testa, P. Ghezzi                  |
| 24862 Hromec           | 1996 DC3                 | 27 febbraio 1996  | P. Kolény, L. Kornoš                 |
| 24863 Cheli            | 1996 EB                  | 2 marzo 1996      | Farra d'Isonzo                       |
| 24864 -                | 1996 EB1                 | 15 marzo 1996     | NEAT                                 |
| 24865 -                | 1996 EG1                 | 15 marzo 1996     | NEAT                                 |
| 24866 -                | 1996 ER1                 | 15 marzo 1996     | NEAT                                 |
| 24867 -                | 1996 EB7                 | 11 marzo 1996     | Spacewatch                           |
| 24868 -                | 1996 EY7                 | 11 marzo 1996     | Spacewatch                           |
| 24869 -                | 1996 FZ                  | 18 marzo 1996     | NEAT                                 |
| 24870 -                | 1996 FJ1                 | 19 marzo 1996     | NEAT                                 |
| 24871 -                | 1996 GV17                | 15 aprile 1996    | E. W. Elst                           |
| 24872 -                | 1996 GT19                | 15 aprile 1996    | E. W. Elst                           |
| 24873 -                | 1996 GG20                | 15 aprile 1996    | E. W. Elst                           |
| 24874 -                | 1996 HF14                | 17 aprile 1996    | E. W. Elst                           |
| 24875 -                | 1996 HX16                | 18 aprile 1996    | E. W. Elst                           |
| 24876 -                | 1996 HO19                | 18 aprile 1996    | E. W. Elst                           |
| 24877 -                | 1996 HW20                | 18 aprile 1996    | E. W. Elst                           |
| 24878 -                | 1996 HP25                | 20 aprile 1996    | E. W. Elst                           |
| 24879 -                | 1996 KO5                 | 21 maggio 1996    | NEAT                                 |
| 24880 -                | 1996 OP                  | 21 luglio 1996    | NEAT                                 |
| 24881 -                | 1996 PQ2                 | 10 agosto 1996    | NEAT                                 |
| 24882 -                | 1996 RK30                | 13 settembre 1996 | Uppsala-DLR Trojan Survey            |
| 24883 -                | 1996 VG9                 | 13 novembre 1996  | Beijing Schmidt CCD Asteroid Program |
| 24884 -                | 1996 XL5                 | 7 dicembre 1996   | T. Kobayashi                         |
| 24885 -                | 1996 XQ5                 | 7 dicembre 1996   | T. Kobayashi                         |
| 24886 -                | 1996 XJ12                | 4 dicembre 1996   | Spacewatch                           |
| 24887 -                | 1996 XT19                | 11 dicembre 1996  | T. Kobayashi                         |
| 24888 -                | 1996 XS23                | 8 dicembre 1996   | C. W. Hergenrother                   |
| 24889 Tamurahosinomura | 1996 XU32                | 11 dicembre 1996  | T. Seki                              |
| 24890 Amaliafinzi      | 1996 XV32                | 4 dicembre 1996   | U. Munari, M. Tombelli               |
| 24891 -                | 1997 AT2                 | 4 gennaio 1997    | T. Kobayashi                         |
| 24892 -                | 1997 AD3                 | 4 gennaio 1997    | T. Kobayashi                         |
| 24893 -                | 1997 AK5                 | 7 gennaio 1997    | T. Kobayashi                         |
| 24894 -                | 1997 AG8                 | 2 gennaio 1997    | Spacewatch                           |
| 24895 -                | 1997 AC13                | 9 gennaio 1997    | Y. Shimizu, T. Urata                 |
| 24896 -                | 1997 AT14                | 12 gennaio 1997   | NEAT                                 |
| 24897 -                | 1997 AA17                | 13 gennaio 1997   | NEAT                                 |
| 24898 Alanholmes       | 1997 AR17                | 14 gennaio 1997   | Farra d'Isonzo                       |
| 24899 Dominiona        | 1997 AU17                | 14 gennaio 1997   | G. C. L. Aikman                      |
| 24900 -                | 1997 AZ17                | 15 gennaio 1997   | T. Kobayashi                         |

## 24901-25000
| Nome                  | Designazione provvisoria | Data di scoperta  | Scopritore                                            |
| --------------------- | ------------------------ | ----------------- | ----------------------------------------------------- |
| 24901 -               | 1997 AV20                | 11 gennaio 1997   | Spacewatch                                            |
| 24902 -               | 1997 AR22                | 11 gennaio 1997   | Beijing Schmidt CCD Asteroid Program                  |
| 24903 -               | 1997 AS22                | 11 gennaio 1997   | Beijing Schmidt CCD Asteroid Program                  |
| 24904 -               | 1997 BM8                 | 31 gennaio 1997   | Spacewatch                                            |
| 24905 -               | 1997 CO1                 | 1 febbraio 1997   | T. Kobayashi                                          |
| 24906 -               | 1997 CG4                 | 4 febbraio 1997   | NEAT                                                  |
| 24907 Alfredhaar      | 1997 CO4                 | 4 febbraio 1997   | P. G. Comba                                           |
| 24908 -               | 1997 CE22                | 13 febbraio 1997  | T. Kobayashi                                          |
| 24909 -               | 1997 CY28                | 7 febbraio 1997   | Beijing Schmidt CCD Asteroid Program                  |
| 24910 Haruoando       | 1997 CK29                | 14 febbraio 1997  | T. Okuni                                              |
| 24911 Kojimashigemi   | 1997 DU                  | 27 febbraio 1997  | K. Endate, K. Watanabe                                |
| 24912 -               | 1997 EB1                 | 3 marzo 1997      | Spacewatch                                            |
| 24913 -               | 1997 EQ2                 | 4 marzo 1997      | T. Kobayashi                                          |
| 24914 -               | 1997 EZ2                 | 4 marzo 1997      | T. Kobayashi                                          |
| 24915 -               | 1997 EC6                 | 7 marzo 1997      | T. Kobayashi                                          |
| 24916 Stelzhamer      | 1997 EK11                | 7 marzo 1997      | E. Meyer                                              |
| 24917 -               | 1997 EH12                | 3 marzo 1997      | Spacewatch                                            |
| 24918 Tedkooser       | 1997 EO17                | 10 marzo 1997     | R. Linderholm                                         |
| 24919 Teruyoshi       | 1997 ER17                | 3 marzo 1997      | K. Endate, K. Watanabe                                |
| 24920 -               | 1997 EE23                | 2 marzo 1997      | Beijing Schmidt CCD Asteroid Program                  |
| 24921 -               | 1997 EE32                | 11 marzo 1997     | Spacewatch                                            |
| 24922 Bechtel         | 1997 EH33                | 4 marzo 1997      | LINEAR                                                |
| 24923 Claralouisa     | 1997 EB37                | 5 marzo 1997      | LINEAR                                                |
| 24924 -               | 1997 EY45                | 15 marzo 1997     | Beijing Schmidt CCD Asteroid Program                  |
| 24925 -               | 1997 FW                  | 18 marzo 1997     | Beijing Schmidt CCD Asteroid Program                  |
| 24926 Jinpan          | 1997 GB8                 | 2 aprile 1997     | LINEAR                                                |
| 24927 Brianpalmer     | 1997 GP12                | 3 aprile 1997     | LINEAR                                                |
| 24928 Susanbehel      | 1997 GK13                | 3 aprile 1997     | LINEAR                                                |
| 24929 -               | 1997 GX15                | 3 aprile 1997     | LINEAR                                                |
| 24930 Annajamison     | 1997 GL17                | 3 aprile 1997     | LINEAR                                                |
| 24931 Noeth           | 1997 GO18                | 3 aprile 1997     | LINEAR                                                |
| 24932 -               | 1997 GW22                | 6 aprile 1997     | LINEAR                                                |
| 24933 -               | 1997 GK25                | 8 aprile 1997     | Spacewatch                                            |
| 24934 Natecovert      | 1997 GK36                | 6 aprile 1997     | LINEAR                                                |
| 24935 Godfreyhardy    | 1997 HP2                 | 28 aprile 1997    | P. G. Comba                                           |
| 24936 -               | 1997 HX7                 | 30 aprile 1997    | LINEAR                                                |
| 24937 -               | 1997 HD9                 | 30 aprile 1997    | LINEAR                                                |
| 24938 -               | 1997 HY9                 | 30 aprile 1997    | LINEAR                                                |
| 24939 Chiminello      | 1997 JR                  | 1 maggio 1997     | Osservatorio San Vittore                              |
| 24940 Sankichiyama    | 1997 JY4                 | 1 maggio 1997     | T. Okuni                                              |
| 24941 -               | 1997 JM14                | 3 maggio 1997     | E. W. Elst                                            |
| 24942 -               | 1997 JA15                | 3 maggio 1997     | E. W. Elst                                            |
| 24943 -               | 1997 JY17                | 3 maggio 1997     | E. W. Elst                                            |
| 24944 Harish-Chandra  | 1997 LZ4                 | 11 giugno 1997    | P. G. Comba                                           |
| 24945 Houziaux        | 1997 LH9                 | 7 giugno 1997     | E. W. Elst                                            |
| 24946 Foscolo         | 1997 NQ                  | 1 luglio 1997     | V. S. Casulli                                         |
| 24947 Hausdorff       | 1997 NU1                 | 7 luglio 1997     | P. G. Comba                                           |
| 24948 Babote          | 1997 NU6                 | 9 luglio 1997     | Pises                                                 |
| 24949 Klačka          | 1997 PZ1                 | 4 agosto 1997     | A. Galád, A. Pravda                                   |
| 24950 Nikhilas        | 1997 QF                  | 23 agosto 1997    | Z. Moravec                                            |
| 24951 -               | 1997 QK                  | 24 agosto 1997    | Z. Moravec                                            |
| 24952 -               | 1997 QJ4                 | 28 agosto 1997    | J. X. Luu, C. A. Trujillo, D. C. Jewitt, K. Berney    |
| 24953 -               | 1997 SG7                 | 23 settembre 1997 | Spacewatch                                            |
| 24954 -               | 1997 SL7                 | 23 settembre 1997 | Spacewatch                                            |
| 24955 -               | 1997 SK10                | 26 settembre 1997 | Beijing Schmidt CCD Asteroid Program                  |
| 24956 Qiannan         | 1997 SN10                | 26 settembre 1997 | Beijing Schmidt CCD Asteroid Program                  |
| 24957 -               | 1997 SF16                | 27 settembre 1997 | N. Kawasato                                           |
| 24958 -               | 1997 SS31                | 28 settembre 1997 | F. B. Zoltowski                                       |
| 24959 Zielenbach      | 1997 TR                  | 3 ottobre 1997    | A. Galád, A. Pravda                                   |
| 24960 Usukikenichi    | 1997 TV17                | 6 ottobre 1997    | K. Endate, K. Watanabe                                |
| 24961 -               | 1997 TO24                | 8 ottobre 1997    | Beijing Schmidt CCD Asteroid Program                  |
| 24962 Kenjitoba       | 1997 UX8                 | 27 ottobre 1997   | A. Nakamura                                           |
| 24963 -               | 1997 UB11                | 26 ottobre 1997   | T. Urata                                              |
| 24964 -               | 1997 UY20                | 27 ottobre 1997   | Beijing Schmidt CCD Asteroid Program                  |
| 24965 Akayu           | 1997 WC2                 | 19 novembre 1997  | T. Okuni                                              |
| 24966 -               | 1997 YB3                 | 24 dicembre 1997  | T. Kobayashi                                          |
| 24967 Frištenský      | 1998 AX8                 | 14 gennaio 1998   | L. Šarounová                                          |
| 24968 Chernyakhovsky  | 1998 BY12                | 23 gennaio 1998   | LINEAR                                                |
| 24969 Lucafini        | 1998 CD2                 | 13 febbraio 1998  | L. Tesi, A. Boattini                                  |
| 24970 -               | 1998 FC12                | 25 marzo 1998     | NEAT                                                  |
| 24971 -               | 1998 FG77                | 24 marzo 1998     | LINEAR                                                |
| 24972 -               | 1998 FC116               | 31 marzo 1998     | LINEAR                                                |
| 24973 -               | 1998 GD7                 | 2 aprile 1998     | LINEAR                                                |
| 24974 Macúch          | 1998 HG3                 | 21 aprile 1998    | P. Kolény, L. Kornoš                                  |
| 24975 -               | 1998 HO38                | 20 aprile 1998    | LINEAR                                                |
| 24976 Jurajtoth       | 1998 HE51                | 25 aprile 1998    | LONEOS                                                |
| 24977 Tongzhan        | 1998 HE87                | 21 aprile 1998    | LINEAR                                                |
| 24978 -               | 1998 HJ151               | 28 aprile 1998    | J. X. Luu, C. A. Trujillo, D. J. Tholen, D. C. Jewitt |
| 24979 -               | 1998 JB2                 | 1 maggio 1998     | NEAT                                                  |
| 24980 -               | 1998 KF2                 | 22 maggio 1998    | LINEAR                                                |
| 24981 Shigekimurakami | 1998 KB5                 | 22 maggio 1998    | A. Nakamura                                           |
| 24982 -               | 1998 KB34                | 22 maggio 1998    | LINEAR                                                |
| 24983 -               | 1998 KZ38                | 22 maggio 1998    | LINEAR                                                |
| 24984 Usui            | 1998 KQ42                | 27 maggio 1998    | LONEOS                                                |
| 24985 Benuri          | 1998 KW45                | 22 maggio 1998    | LINEAR                                                |
| 24986 Yalefan         | 1998 KS46                | 22 maggio 1998    | LINEAR                                                |
| 24987 -               | 1998 KA65                | 22 maggio 1998    | LINEAR                                                |
| 24988 Alainmilsztajn  | 1998 MM2                 | 19 giugno 1998    | ODAS                                                  |
| 24989 -               | 1998 MG13                | 19 giugno 1998    | LINEAR                                                |
| 24990 -               | 1998 MA26                | 24 giugno 1998    | LINEAR                                                |
| 24991 -               | 1998 ML31                | 24 giugno 1998    | LINEAR                                                |
| 24992 -               | 1998 MC32                | 24 giugno 1998    | LINEAR                                                |
| 24993 -               | 1998 MC34                | 24 giugno 1998    | LINEAR                                                |
| 24994 Prettyman       | 1998 MZ37                | 23 giugno 1998    | LONEOS                                                |
| 24995 -               | 1998 OQ                  | 20 luglio 1998    | ODAS                                                  |
| 24996 -               | 1998 OD1                 | 20 luglio 1998    | V. Goretti, L. Tesi                                   |
| 24997 Petergabriel    | 1998 OO3                 | 23 luglio 1998    | ODAS                                                  |
| 24998 Hermite         | 1998 OQ4                 | 28 luglio 1998    | P. G. Comba                                           |
| 24999 Hieronymus      | 1998 OY4                 | 24 luglio 1998    | P. Pravec                                             |
| 25000 Astrometria     | 1998 OW5                 | 28 luglio 1998    | P. G. Comba                                           |